# Belo Horizonte
Belo Horizonte (pron. [bɛloɾiˈzõtʃi]) (lit. Bello Horizonte), también llamada BH o Beagá (pron. [be.a'ga]), es una ciudad brasileña, capital del Estado de Minas Gerais. Con un área de aproximadamente 330 km² y una geografía diversa, con montañas y tierras bajas, está situada en la zona central del estado a 716 km de la capital nacional, Brasilia, y a 438 km de Río de Janeiro.
Rodeada por la Sierra del Curral, que actúa como un marco de referencia natural e histórico, fue planeada y construida para ser la capital política y administrativa del Estado, bajo la influencia de las ideas del positivismo, en pleno auge de la ideología republicana en el país.
Según el censo demográfico nacional de 2010, su población es de 2 475 440 habitantes, siendo la sexta ciudad más poblada del país.
La ciudad tiene el quinto mayor PIB entre los municipios brasileños y representa 1,38 % del total de riqueza producida en el país. El desarrollo de la ciudad en los últimos tiempos fue reconocido por el listado publicado por el periódico América Economía, en el que aparece como una de las 10 mejores ciudades para hacer negocios en América Latina en 2009, la segunda en Brasil y delante de ciudades como Río de Janeiro, Brasilia y Curitiba.
La Región Metropolitana de Belo Horizonte, formada por 34 municipios, tiene una población estimada en 5 397 438 habitantes, siendo la tercera mayor aglomeración urbana de Brasil, la sexta de Latinoamérica y la 62.ª más grande del mundo. Belo Horizonte fue una de las doce ciudades designadas como sede de la Copa Mundial de Fútbol de 2014 y una de las subsedes de los Juegos Olímpicos de Verano de 2016.

## Historia

### Fundación de la capital

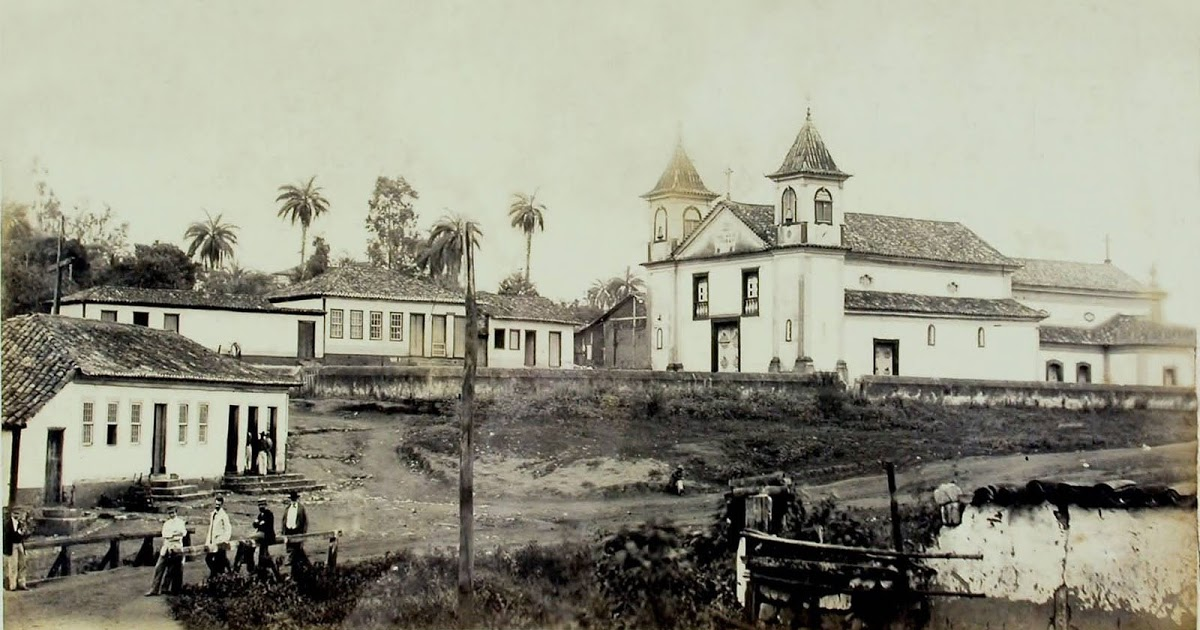
Antigua Iglesia de Nuestra Señora del Buen Viaje del Curral.

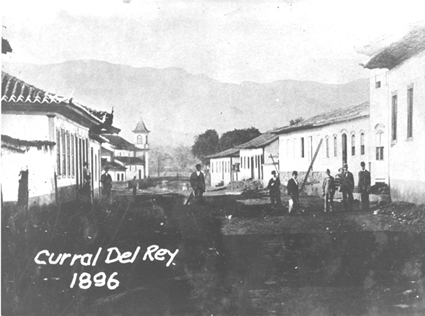
La Aldea de Curral del Rey (1896).

"Cerca de la Sierra del Curral, hacia la Lagoinha, encontrábase el camino hacia los corrales de Bahía, que será una legua, y el dicho camino hacia el Rio das Velhas, tres leguas por completo." Como parte de la carta de asignación, a la ortografía de la época, concedido por Antonio Albuquerque Coelho de Carvalho:

Hago saber a los que esta mi Carta de Asignación vieren que, habiendo respeto a lo que por su petición me ha enviado a decir João Leyte da Silva, que él suplicante, en lo año pasado de 1701 fabricó hacienda en las minas en el distrito de Rio das Velhas en la parada donde llaman el Cercado, y en la dicha hacienda hubo plantas y criaciones, de que siempre ha pagado diezmos y situó ganado vacuno, todo en utilidad de la hacienda real y conveniencia de los mineros.(…)

Ortiz se dedicó especialmente a la plantación, la cría y comercialización de ganado, trabajos de ingenio y, probablemente, la minería de oro en los arroyos. El progreso de la granja atrajo a otros residentes, y una aldea comenzó a formarse, convirtiéndose en un paradero de concentración de ganado que pasaban por el registro de las Abóboras, proveniente del interior de Bahía y Río San Francisco para el suministro de las zonas mineras de oro.
Apoyado en pequeños cultivos, en la cría y comercializaciónde ganado y en la fabricación de harina, el poblado ha progresado. La topografía de la región favoreció el establecimiento de una población dada a agricultura y la vida pastoral. Los habitantes le dieron el nombre del Curral del Rey, por el cercado o corral que había allí, en que se reunía el ganado que había pagado las tasas del rey, según la tradición de la época. El poblado reunía unas 30 o 40 chozas de paja y pindoba, entre los que se erigió una pequeña capilla ubicada en la margen del arroyo Acaba-Mundo (donde hoy se ubica la Catedral del Buen Viaje) ante un crucero y un rancho de tropas de arrieros. Algunas pocas fábricas, todavía primitivas, se establecieron en la región, donde se producían algodón y se fundía hierro y bronce. De las pedreras, se extraían granito y calcáreo, y frutas y maderas eran comercializadas a otros sitios. De las treinta o cuarenta familias inicialmente existentes, la población saltó a la marca de 18 000 habitantes.
En 1750, por orden de la Corona Real, fue creado el distrito de Nuestra Señora del Buen Viaje del Curral, entonces el asiento de la parroquia del mismo nombre establecida de facto en 1718 en torno a una capilla construida allí por el padre Francisco Homem, hijo de Miguel García Velho. Elevado a una feligresía en 1780 pero aún subordinado a Sabará, el Curral de Rey abarcaba las regiones (o curatos) de Sete Lagoas, Santa Quiteria (Esmeraldas), Buritis, Capilla Nueva de Betim, Piedade do Paraopeba, Brumado, Itatiaiuçu, Morro de Mateus Leme, Neves, Aranha y Río Manso. En el centro del poblado, los devotos erigieron la matriz de Nuestra Señora del Buen Viaje. Con la extinción de los curatos, la jurisdicción del Curral del Rey se vio reducida de nuevo al primer campamento, con una población de 2500 habitantes, que llegó a 4000 habitantes ya al fin del siglo XIX.
El siguiente extracto de un informe enviado a la Curia de Mariana por el vicario Padre Francisco de Paula Arantes, adaptada la ortografía, relata los paisajes característicos de la región en aquel momento:

La Iglesia de Nuestra Señora del Buen Viaje del Curral del Rey está situada en extensos campos en las llanuras de las sierras, donde fluyen enormes fuentes de cristalinas y sabrosas aguas; el clima es templado, la atmósfera es saludable; está circundado de piedras y más materiales donde se pueden hacer magníficos edificios; la naturaleza ha creado este lugar para una hermosa y linda ciudad, si algún día se tuviese en cuenta esta memoria.

Sin embargo, mientras Vila Rica, Sabará, Serro Frio y otros asentamientos mineros se constituían en centros ricos y poblados, Curral del Rey y su vocación al comercio de ganado se estacionó en su desarrollo, sin ofrecer ganancias que fijara al suelo una población como la de otros lugares. El apogeo de Ouro Preto se prolongó hasta finales del siglo XVIII, cuando los depósitos se agotaron y el ciclo del oro dio paso a la ganadería y la agricultura, creando nuevos centros regionales, inaugurando una nueva identidad provincial.
La antigua capital de Minas Gerais, la ciudad de Ouro Preto, no tenía otra alternativa viable para el desarrollo físico urbano, lo que llevó a la necesidad de trasladar la capital a otro lugar. Con la República y la descentralización federal, las capitales ganaron importancia: la idea ganó fuerza para el cambio de la sede del gobierno estatal, pues la vieja Ouro Preto era impedida por la topografía. El gobernador Augusto de Lima remitió el asunto al Congreso de Minas Gerais, que se reunió en Barbacena en la sesión de 17 de diciembre de 1893, y se indicó por la Ley N.º 3, que complementa la Constitución Política del Estado, la disposición de que el cambio de capital se produjera en lugar que reuniere las condiciones ideales. Cinco lugares fueron sugeridos: Juiz de Fora, Barbacena, Paraúna, Várzea do Marçal y Belo Horizonte. El comité técnico, encabezado por el ingeniero Aarão Reis, juzgó en igualdad de condiciones Belo Horizonte y Varzéa do Marçal, decidiéndose al final por la última. El Congreso volvió a hablar, y después de nuevos y amplios debates, se estableció que la capital fuera construida en los terrenos del poblado de Belo Horizonte.

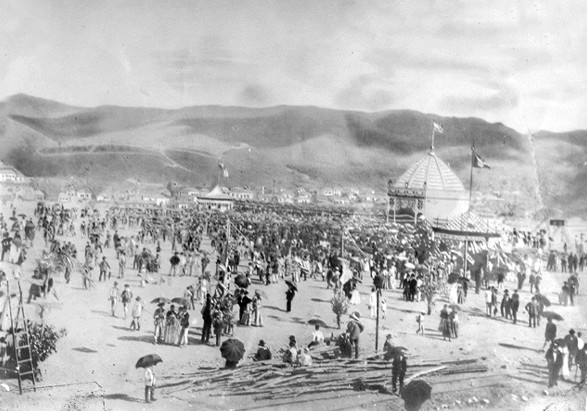
Inauguración de Belo Horizonte, el 12 de diciembre de 1897.

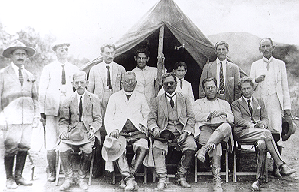
Comisión de construcción en el campo de obras.

El lugar ofrecía condiciones ideales: era el centro de la provincia, a 100 kilómetros de Ouro Preto, lo que facilitó mucho el cambio; accesible desde todos los lados al mismo tiempo aunque rodeado de montañas; rica en cursos de agua; poseía un clima liviano, a una altitud de 800 metros. El área utilizada para la nueva capital se parecía a un gran anfiteatro entre la Serra do Curral y de Contagem, y contaba con excelentes condiciones climáticas, protegida de los vientos fríos y húmedos del sur y de los vientos cálidos del norte, aireada por las corrientes cálidas del este provenientes de la Serra da Piedade o la brisa que del valle fértil al oeste del Rio Paraopeba. Era un gran valle rodeado de rocas variadas y dobladas, con una larga y turbulenta historia geológica, con suelos poco profundos, poco desarrollados, en varios colores, a veces de arena y arcilla, con edades de aproximadamente mil millones y 650 millones de años.
En 1893, el pueblo fue elevado a la categoría de ciudad y capital de Minas Gerais, bajo el nombre de Ciudad de Minas. En 1894, fue separado del municipio de Sabará. En el mismo año, las obras de construcción fueron iniciadas por la Comisión de Construcción de la nueva Capital, encabezada por Aarão Reis, con el período de cinco años para la finalización del trabajo. En mayo de 1895, Reis fue reemplazado por el ingeniero Francisco de Paula Bicalho. En 12 de diciembre de 1897, en un acto público solemne, el entonces presidente de Minas Gerais, Crispim Jacques Bias Fortes, inauguró la nueva capital. La ciudad, que ya tenía 10 000 habitantes en su inauguración, costó al arca pública provincial la importancia de 36 000 contos de réis. En 1901, la Ciudad de Minas cambió su nombre al corriente debido a la dualidad de los nombres, ya que el distrito y el condado de llamaban Belo Horizonte.

### El proyecto de Aarão Reis
Diseñado por el ingeniero Aarão Reis entre 1894 y 1897, Belo Horizonte fue la primera ciudad planificada de Brasil (algunas fuentes la citan como la primera; otras como tercera, después de Teresina y Aracaju). Elementos clave de su diseño incluyen una malla perpendicular de calles cortadas por avenidas diagonales, cuadras de dimensiones regulares y una avenida alrededor de su perímetro, la Avenida do Contorno
Extracto del informe de Reis, ingeniero jefe de la Comisión de Construcción de la Nueva Capital, sobre el plan definitivo de Belo Horizonte, aprobado por el Decreto N.º 817 del 15 de abril de 1895:

Se organizó, el diseño general de la futura ciudad disponiendo en la parte central, en la localidad corriente del poblado, la área urbana de 8.815.382 metros cuadrados, divididos en cuadras de 120 m x 120 m en las calles, largas y bien orientadas, que se cortan en ángulos rectos, y por algunas avenidas que se cruzan en ángulos de 45 grados. A las calles les di el ancho de 20 metros, necesaria para la conveniente arborización, la libre circulación de los vehículos, el tráfico de coches y la colocación y reparación de tuberías subterráneas. A las avenidas las fijé la anchura de 35 metros, el suficiente para darles la belleza y la comodidad que deberán, en el futuro, proporcionar a la población (...)

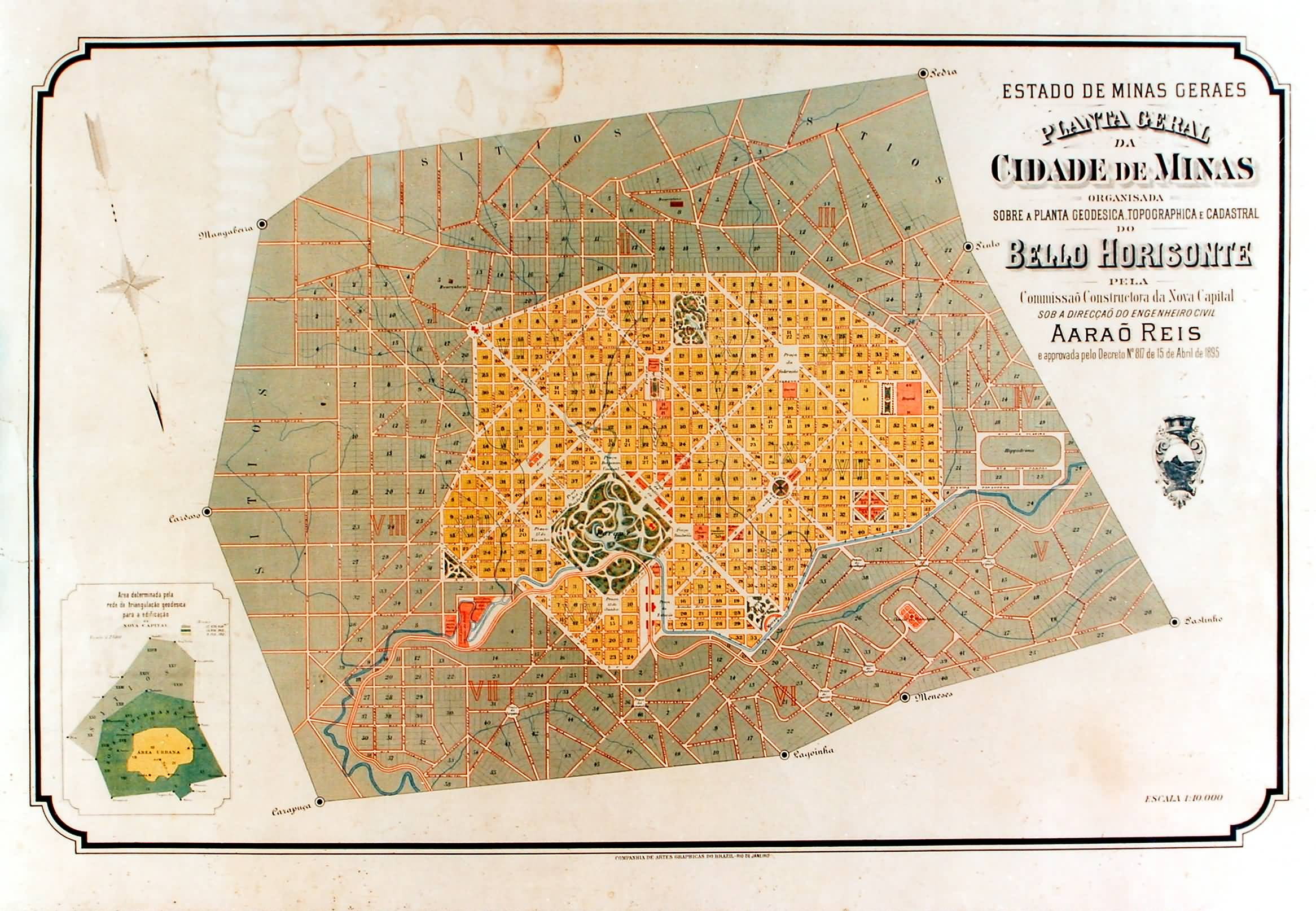
Plan general de la ciudad de Belo Horizonte (1895).

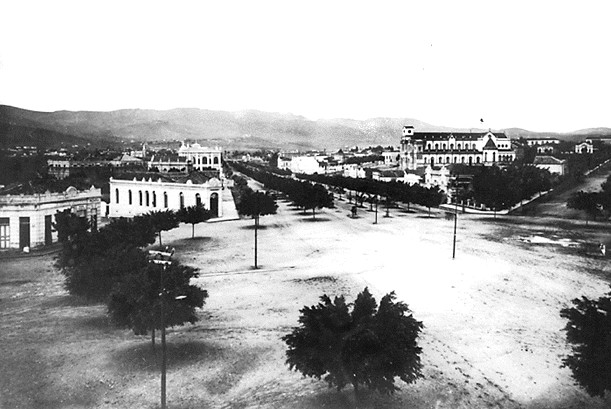
Plaza Siete de septiembre (conocida como Praça Sete) y Avenida Afonso Pena.

Sin embargo, Reis no quería la ciudad como un sistema que se expandiría indefinidamente. Entre el paisaje urbano y la natural fue prevista una zona suburbana de transición, más flexible, que articulaba los dos sectores a través de un bulevar que rodeaba la Avenida do Contorno, muy flexibles y que se integraban perfectamente en la composición esencial.
El concepto del plan fusionaba las tradiciones urbanas de estadounidenses y europeas del siglo XIX. El tablero de ajedrez se corrigió por primera vez por medio de las grandes arterias oblicuas y los espacios vacíos, una preocupación constante con las perspectivas monumentales que venían del Viejo Mundo, con influencias marcadas de Haussmann. Belo Horizonte surgió como un intento de síntesis urbana en el siglo XIX. El propósito de convertirse en una de las principales ciudades de Brasil del siglo XX se alcanzó. Sin embargo, el plan de Belo Horizonte pertenecía a su tiempo, su concepto se basa en los fundamentos del siglo anterior. El proyecto de la ciudad se inspiró en las ciudades más modernas del mundo, como París y Washington. Los planes revelaron algunas cuestiones básicas, como las condiciones de higiene y circulación humana. La ciudad fue dividida en tres zonas principales: la zona central urbana, a zona suburbana y la zona rural.
La zona central urbana recibiría toda la estructura urbana de transporte, educación, saneamiento y salud, y abrigaría los edificios públicos de los funcionarios del Estado. Allí también se deberían instalar los establecimientos comerciales. Su límite era la Avenida do Contorno, que era llamada Avenida 17 de diciembre en esa época. La zona suburbana, formado por calles irregulares, debería ser ocupada para más adelante y no recibió de inmediato la infraestructura urbana. La zona rural consistiría en cinco colonias agrícolas con numerosas granjas y funcionaría como un cinturón verde, suministrando a la ciudad con productos hortícolas.
Para la concretización del proyecto, el poblado del Curral del Rey fue completamente destruido, con el traslado de sus habitantes a otra ubicación. Incapaces de adquirir los terrenos valorizados de la zona central, los antiguos habitantes fueron expulsados de la ciudad, principalmente a Venda Nova, un distrito al norte de la municipalidad. Se creía que los problemas sociales se podrían evitar con el alejamiento de los trabajadores después de la finalización de las obras, lo que en la práctica no ocurrió. La ciudad se inauguró a toda prisa, aún sin terminarse. Los trabajadores, entre las obras, no fueron retirados y sin lugar para quedarse, formaron favelas en la periferia de la ciudad, junto con los antiguos residentes del Curral del Rey.

### Expansión

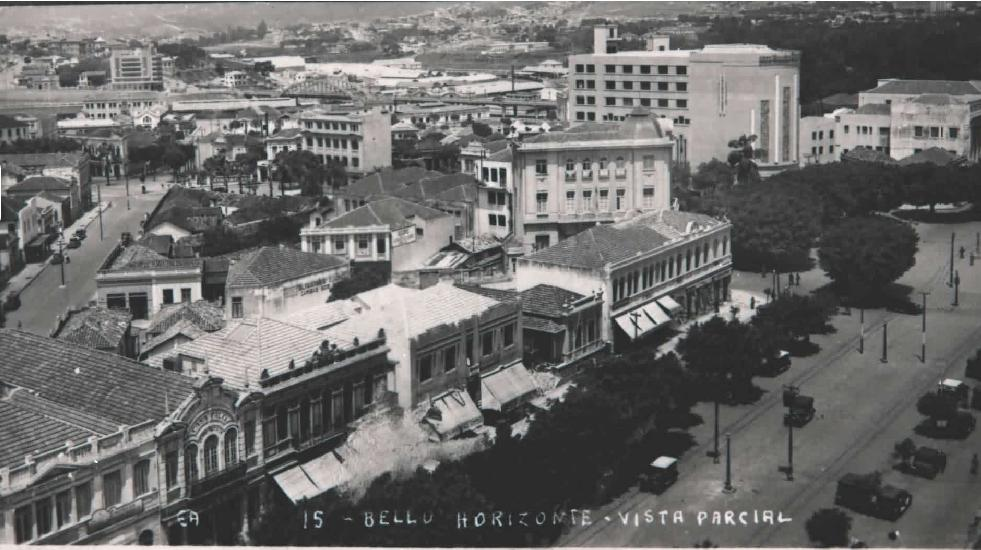
Vista parcial del centro de Belo Horizonte a principios de la década de 30. En primer plano, la Avenida Afonso Pena.

Plaza Raul Soares a mediados de la década de 1930.

La expansión urbana sobrepasó mucho el plan original. Cuando se inició la construcción, los creadores del proyecto previeron que la ciudad alcanzaría la marca de los 100 000 habitantes a penas cuando completara 100 años. Esta falta de visión se repitió a lo largo de la historia de la ciudad, que nunca tuvo un plan coherente que previera los desafíos de la gran metrópoli en que se convertiría. La nueva capital fue el mayor problema que el gobierno del estado de Minas Gerais al inicio del régimen republicano: construida luego de muchos obstáculos, ella se quedó en un relativo estancamiento debido a la crisis financiera. Enlaces ferroviarios con Sertón y Río de Janeiro pusieron la ciudad en comunicación con el interior y la capital del país. El desarrollo fue mínimo hasta 1922
Por las virtudes proclamadas de su clima, la ciudad se convirtió atractiva, especialmente para el tratamiento de la tuberculosis; los hospitales se multiplicaron, las pensiones y hoteles, pero hasta 1930 tuvo una función casi estrictamente administrativa. También fue en la década de 1920 que apareció en Belo Horizonte la generación de escritores de brillantez que se destacaron en la escena nacional. Carlos Drummond de Andrade, Ciro dos Anjos, Pedro Nava, Alberto Campos, Emilio Moura, Juan Alfonso, Campos de Milton, Braga Belmiro y Abgar Renault se juntaban en el Bar do Ponto, en la Confitería Estrela o en el Trianon para producir los textos que han revolucionado la literatura brasileña. En los años 1930, Belo Horizonte se consolidó como capital, no exenta de críticas y elogios. Dejó de ser una teoría urbanística para ser un logro humano, algo no solo para ser visto sino a ser vivido. En ese momento, la ciudad había crecido a 120 000 habitantes y pasaba por problemas de ocupación, lo que generaba una crisis de falta de servicios públicos. Necesitaba un nuevo plan para recuperarse la ciudad moderna.
Entre los años de 1930 y 1940 se produjo el avance de la industrialización y la creación del Complejo Arquitectónico de Pampulha, inaugurado en 1943 por orden del entonces alcalde Juscelino Kubitschek. El Complejo de Pampulha reunió los nombres más importantes del modernismo brasileño, con los proyectos de Oscar Niemeyer, pinturas de Cândido Portinari, esculturas de Alfredo Ceschiatti y jardines de Roberto Burle Marx. Al mismo tiempo, el arquitecto Silvio de Vasconcelos también creó muchos edificios de inspiración modernista, especialmente las casas del barrio Cidade Jardim, que ayudó a definir la fisonomía de la ciudad.
En la década de 1950, la población de la ciudad se duplicó, de 350 000 a 700 000 habitantes. En respuesta a la expansión, el alcalde Américo René Gianetti comenzó a preparar un plan director para Belo Horizonte. En la década de 1960, hubo muchas demoliciones transformando el perfil de la ciudad que pasó a tener rascacielos y el asfalto en lugar de los árboles. Belo Horizonte ganó aires de metrópoli. La conurbación de la ciudad con los municipios vecinos se ha expandido. Aún en ese momento, la ciudad ha llegado a más de un millón de habitantes. Los espacios vacíos de la ciudad estaban prácticamente agotados, y crecimiento de la población comenzó a concentrarse en las ciudades conurbadas a Belo Horizonte, como Sabará, Contagem, Betim, Ribeirão das Neves y Santa Luzia. En un intento por resolver los problemas causados por la expansión, fue instituida la Región Metropolitana de Belo Horizonte y fue creado el Plambel, que provocó varias acciones para contener el caos metropolitano.

### Historia reciente

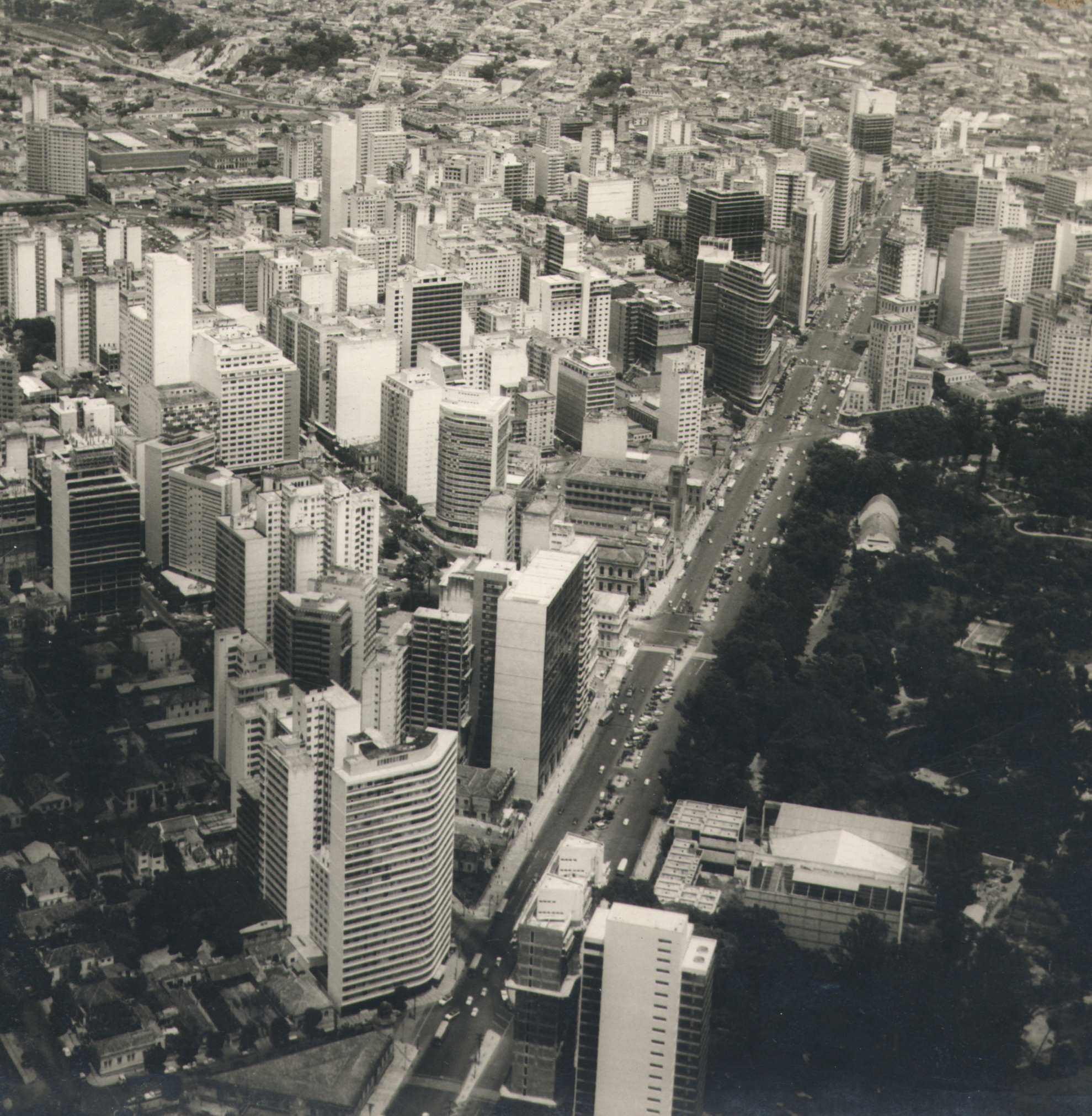
Belo Horizonte, años 1970. Archivo Nacional del Brasil.

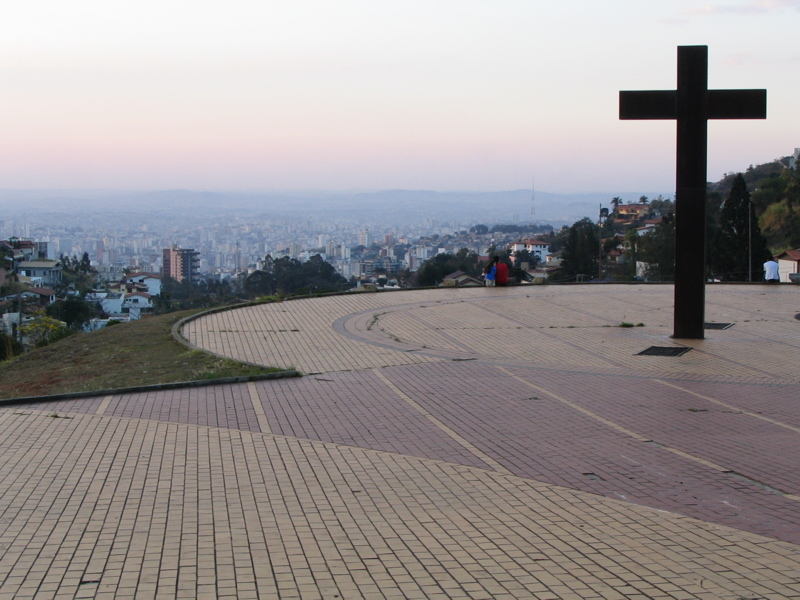
La Plaza del Papa.

La década de 1980 fue marcada por la valorización de la memoria de la ciudad, con el cambio de orientación hacia el crecimiento. Varios edificios de importancia histórica fueron tumbados. Ha comenzado la implementación del metro. Iniciada en 1984 y terminada en 1997, la canalización del arroyo Arrudas acabó con el problema de las inundaciones en el centro de la ciudad. Sin embargo, varios problemas han surgido y permaneceron algunos. Uno de ellos fue la degradación de la laguna de la Pampulha, uno de los principales postales de la ciudad, que se había convertido en un lago prácticamente muerto debido a la contaminación de sus aguas. La ciudad fue escenario de grandes eventos a fin de promover la caída del régimen militar en Brasil (1964-1985) en Brasil, bajo la dirección de Tancredo Neves, entonces gobernador del estado. La fisonomía urbana se volvió a cambiar con la proliferación de edificios de estilo posmoderno, especialmente en zona sur de la ciudad, gracias a la influencia de un grupo de arquitectos dirigidos por Éolo Maia. En la misma década, la ciudad también pasó a ser atendida por el Aeropuerto Internacional de Confins, ubicada en el municipio de Confins, a 38 km del centro de la ciudad
En 1980, aproximadamente 850 000 personas tomaron la entonces plaza Israel Pinheiro para recibir el propio papa Juan Pablo II. Delante de la multitud de fieles y la vista privilegiada de la ciudad, el Papa dijo: "Se puede ver las montañas y Belo Horizonte, pero sobre todo cuando se mira a ustedes, es que uno debe decir: ¡qué bello horizonte!", lo que probablemente contribuyó para que la plaza quedara conocida por Plaza del Papa.
La década de 1990 fue marcada por la valorización de los espacios urbanos y el fortalecimiento de la estructura administrativa del municipio, con la aprobación en 1990 de la Ley Orgánica de la municipalidad y el Plan Director de la ciudad, en 1996. La administración municipal se democratizó con realización anual del presupuesto participativo. El desafío aúnen curso con respecto al fortalecimiento de la gestión integrada de la Región Metropolitana de Belo Horizonte, que comprende 34 municipios que deben cooperarse para solucionar sus problemas comunes. Espacios públicos como la Plaza de la Libertad, la Plaza de la Asamblea Legislativa y el Parque Municipal, que fueron abandonados, fueron recuperados y la población volvió a frecuentarlos y cuidar de su conservación.
A principios del siglo XXI, Belo Horizonte se ha destacado por el desarrollo del sector terciario de la economía: el comercio, la prestación de servicios y sectores de alta tecnología (énfasis en las áreas de biotecnología y computación). Algunas de las recientes inversiones en estos sectores son la creación del Parque Tecnológico de Belo Horizonte (clúster de tecnología agregado a la UFMG), del Centro de Investigación y Desarrollo de Google para la América Latina y el moderno centro de convenciones Expominas. El turismo de negócios, con la celebración de congresos, convenciones, ferias comerciales, eventos técnicos y científicos y exposiciones, ha fomentado el crecimiento en los niveles de ocupación de la cadena hotelera y el consumo de los servicios, bares, restaurantes y transporte. La ciudad también ha experimentado el éxito en el sector artístico y cultural, especialmente por las políticas públicas y privadas para estimular este sector, como la realización de eventos internacionales fijos y creciente del número de salas de conciertos, cines y galerías de arte. Por todo eso, a cada año la ciudad se establece como un nuevo polo nacional de la cultura.

## Demografía

### Población histórica
En la actualidad, con alrededor de 2,5 millones de habitantes la ciudad de Belo Horizonte se convierte en la sexta ciudad más poblada de Brasil (después de São Paulo, Río de Janeiro, Brasilia, Salvador de Bahía y Fortaleza).
| Población Histórica del municipio de Belo Horizonte | Población Histórica del municipio de Belo Horizonte | Población Histórica del municipio de Belo Horizonte |
| Año                                                 | Habitantes                                          | Fuente                                              |
| --------------------------------------------------- | --------------------------------------------------- | --------------------------------------------------- |
| 1900                                                | 13 472                                              | Censo brasileño de 1900                             |
| 1920                                                | 55 563                                              | Censo brasileño de 1920                             |
| 1940                                                | 211 377                                             | Censo brasileño de 1940                             |
| 1950                                                | 352 724                                             | Censo brasileño de 1950                             |
| 1960                                                | 693 328                                             | Censo brasileño de 1960                             |
| 1970                                                | 1 255 415                                           | Censo brasileño de 1970                             |
| 1980                                                | 1 822 221                                           | Censo brasileño de 1980                             |
| 1991                                                | 2 017 127                                           | Censo brasileño de 1991                             |
| 2000                                                | 2 232 747                                           | Censo brasileño de 2000                             |
| 2010                                                | 2 375 151                                           | Censo brasileño de 2010                             |
| 2019                                                | 2 512 070                                           | Estimaciones del IBGE                               |

### Composición étnica y flujos migratorios
Belo Horizonte es una ciudad multirracial, fruto de una intensa migración. Su poblamiento se realizó de forma gradual, principalmente por migrantes atraídos desde el interior de Minas Gerais, así como de otras regiones de otros estados e inmigrantes de diversas partes de Europa. Llegaron personas blancas, negras y mestizas de distintos orígenes, lo que contribuyó al equilibrio entre el número de personas blancas, morenas y negras. Según el Censo IBGE 2022, en encuesta de autodeclaración, de los 2.315.560 habitantes de la ciudad, había 1.008.878 blancos (43,56%), 986.232 pardos (42,56%), 312.920 negros (13,50%), 4.881 amarillos (0,21%), 2.486 indígenas (0,11%) y 93 sin declaración (0,01%).

## Geografía

### Relieve

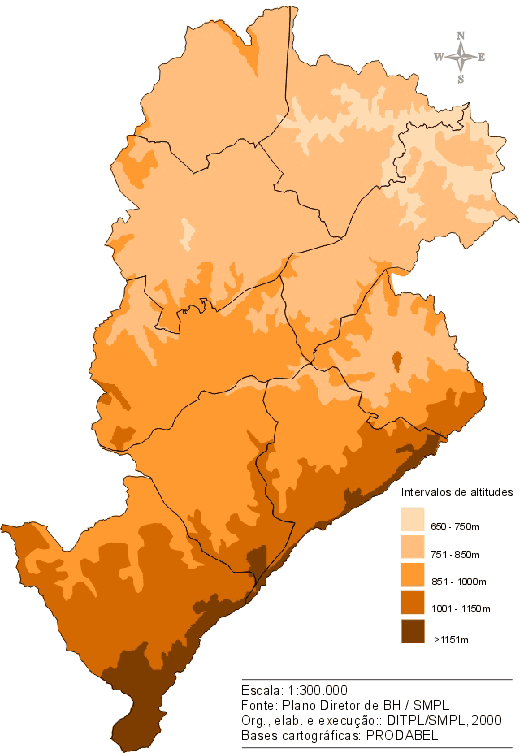
Zonificación altimétrica de Belo Horizonte.

Región de contacto entre diferentes series geológicas del proterozoico, compuesto por cristal de roca, que ofrece diferentes paisajes del territorio. Se ubica en gran unidad geológica conocida como cratón de San Francisco, refiriente a la amplia base de la corteza del centro-este de Brasil, estable tectónicamente a finales del paleoproterozoico y marginando zonas limítrofes que sufrieron regeneración en el neoproterozoico. Dominan las rocas arcaicas integrantes del Complejo Belo Horizonte y secuencias supracrustais del período paleoproterozoico. La zona del Complejo Belo Horizonte incluye la unidad geomorfológica denominada Depresión de Belo Horizonte, lo que representa aproximadamente el 70 % del territorio de la ciudad y ha aumentado su ámbito de expresión al norte del Ribeirão Arrudas. El campo de las secuencias de metassedimentares tiene su área de ocurrencia al sur del Ribeirão Arrudas, que constituyen aproximadamente el 30 % de la superficie de Belo Horizonte. Las características de esta zona son las diferencias litológicas y la accidentada topografía que encuentra su expresión máxima en la Sierra del Curral, el límite meridional del municipio.
Comprende una sucesión de capas de rocas de variada composición, representado por itabiritos, dolomitas, cuarcitas, filitas e esquistos, de dirección general noroeste-sureste y buzamiento hacia el sureste.
Las colinas de Belo Horizonte son las ramas de la Sierra del Espinazo, y pertenecen al grupo de la Sierra del Itacolomi. Alrededor de la ciudad son las montañas de Jatobá, José Vieira, Mutuca, Taquaril y Curral. La culminación de la municipalidad está en la sierra del Curral, llegando a 1538 metros.

### Clima
El clima de Belo Horizonte se clasifica como tropical con estación seca (Aw), según la clasificación climática de Köppen, con temperaturas más amenas en función de su altitud media de 760 m sobre el nivel del mar y de la latitud de 19,9°S y longitud de 43,9°W, donde el período de verano registra precipitaciones y temperaturas moderadamente altas, mientras que el invierno se caracteriza por temperaturas agradables y poca precipitación.
La temperatura es moderadamente cálida durante todo el año, y va desde 11 °C a 29 °C, la media es de 20 °C.
La ciudad cuenta con la protección de la sierra del Curral, que barre los vientos más fuertes. La humedad relativa es de alrededor del 65 % y la precipitación anual promedia es de 1600 mm y es más común de octubre a marzo. Belo Horizonte está ubicada a unos 300 km del mar.
Las diferencias entre las estaciones anuales no son fuertes como en lugares en los climas templados, y muchos creen que, como en la mayor parte del territorio brasileño, sólo hay dos estaciones al año (un cálido y húmedo de octubre a marzo, y una fría y seca de abril a septiembre).
| Parámetros climáticos promedio de Belo Horizonte, Minas Gerais | Parámetros climáticos promedio de Belo Horizonte, Minas Gerais | Parámetros climáticos promedio de Belo Horizonte, Minas Gerais | Parámetros climáticos promedio de Belo Horizonte, Minas Gerais | Parámetros climáticos promedio de Belo Horizonte, Minas Gerais | Parámetros climáticos promedio de Belo Horizonte, Minas Gerais | Parámetros climáticos promedio de Belo Horizonte, Minas Gerais | Parámetros climáticos promedio de Belo Horizonte, Minas Gerais | Parámetros climáticos promedio de Belo Horizonte, Minas Gerais | Parámetros climáticos promedio de Belo Horizonte, Minas Gerais | Parámetros climáticos promedio de Belo Horizonte, Minas Gerais | Parámetros climáticos promedio de Belo Horizonte, Minas Gerais | Parámetros climáticos promedio de Belo Horizonte, Minas Gerais | Parámetros climáticos promedio de Belo Horizonte, Minas Gerais |
| Mes                                                            | Ene.                                                           | Feb.                                                           | Mar.                                                           | Abr.                                                           | May.                                                           | Jun.                                                           | Jul.                                                           | Ago.                                                           | Sep.                                                           | Oct.                                                           | Nov.                                                           | Dic.                                                           | Anual                                                          |
| -------------------------------------------------------------- | -------------------------------------------------------------- | -------------------------------------------------------------- | -------------------------------------------------------------- | -------------------------------------------------------------- | -------------------------------------------------------------- | -------------------------------------------------------------- | -------------------------------------------------------------- | -------------------------------------------------------------- | -------------------------------------------------------------- | -------------------------------------------------------------- | -------------------------------------------------------------- | -------------------------------------------------------------- | -------------------------------------------------------------- |
| Temp. máx. abs. (°C)                                           | 35.4                                                           | 35.2                                                           | 33.9                                                           | 32.7                                                           | 31.4                                                           | 30.5                                                           | 31.3                                                           | 33.8                                                           | 36.6                                                           | 38.4                                                           | 36.0                                                           | 34.8                                                           | 38.4                                                           |
| Temp. máx. media (°C)                                          | 28.4                                                           | 29.0                                                           | 28.5                                                           | 27.7                                                           | 25.8                                                           | 24.8                                                           | 24.7                                                           | 26.1                                                           | 27.4                                                           | 28.1                                                           | 27.7                                                           | 27.8                                                           | 27.2                                                           |
| Temp. media (°C)                                               | 23.4                                                           | 23.8                                                           | 23.4                                                           | 22.5                                                           | 20.5                                                           | 19.3                                                           | 19.1                                                           | 20.3                                                           | 21.6                                                           | 22.6                                                           | 22.7                                                           | 22.9                                                           | 21.8                                                           |
| Temp. mín. media (°C)                                          | 19.8                                                           | 19.9                                                           | 19.7                                                           | 18.6                                                           | 16.4                                                           | 15.0                                                           | 14.7                                                           | 15.7                                                           | 17.1                                                           | 18.5                                                           | 18.9                                                           | 19.4                                                           | 17.8                                                           |
| Temp. mín. abs. (°C)                                           | 10.4                                                           | 10.0                                                           | 11.7                                                           | 8.8                                                            | 7.5                                                            | 3.1                                                            | 5.4                                                            | 7.2                                                            | 9.2                                                            | 9.9                                                            | 9.1                                                            | 13.5                                                           | 3.1                                                            |
| Precipitación total (mm)                                       | 329.1                                                          | 181.4                                                          | 198.0                                                          | 74.7                                                           | 28.1                                                           | 9.7                                                            | 7.9                                                            | 14.8                                                           | 55.5                                                           | 104.7                                                          | 239.8                                                          | 358.9                                                          | 1602.6                                                         |
| Días de precipitaciones (≥ 0.1 mm)                             | 16                                                             | 11                                                             | 11                                                             | 6                                                              | 3                                                              | 1                                                              | 1                                                              | 2                                                              | 4                                                              | 8                                                              | 14                                                             | 18                                                             | 95                                                             |
| Horas de sol                                                   | 176.0                                                          | 190.8                                                          | 194.9                                                          | 210.7                                                          | 221.2                                                          | 229.9                                                          | 240.5                                                          | 241.5                                                          | 202.5                                                          | 196.5                                                          | 166.9                                                          | 153.3                                                          | 2424.7                                                         |
| Humedad relativa (%)                                           | 73.0                                                           | 70.0                                                           | 71.4                                                           | 69.2                                                           | 67.4                                                           | 66.2                                                           | 62.4                                                           | 57.8                                                           | 60.4                                                           | 64.1                                                           | 70.5                                                           | 74.0                                                           | 67.2                                                           |
| Fuente: Instituto Nacional de Meteorología                     |                                                                |                                                                |                                                                |                                                                |                                                                |                                                                |                                                                |                                                                |                                                                |                                                                |                                                                |                                                                |                                                                |

### Flora

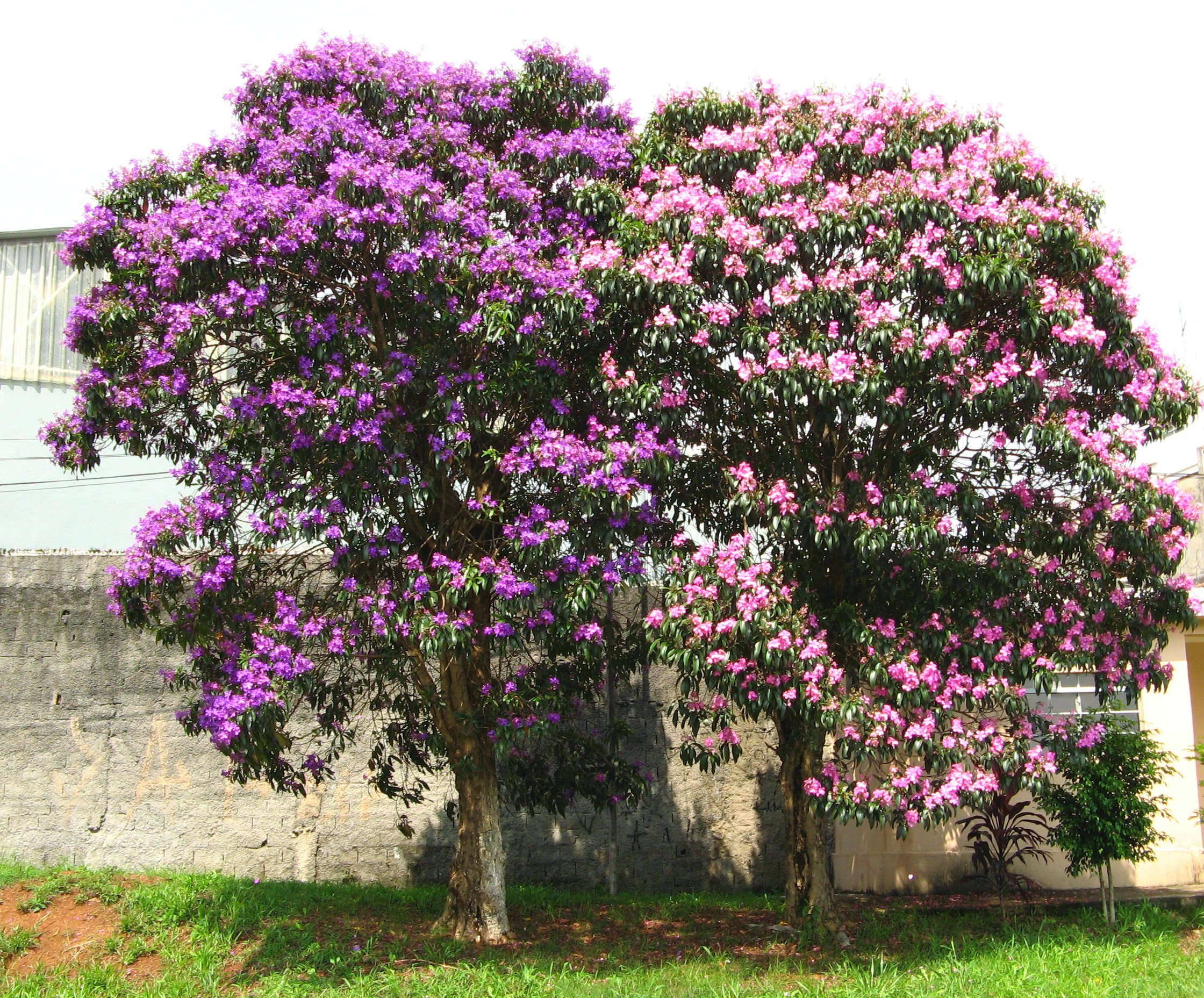
Quaresmeira, árbol-símbolo de la ciudad.

Aunque su área está casi totalmente urbanizada, la ciudad cuenta con varios parques urbanos y zonas verdes que albergan varias especies de plantas y animales. También son una alternativa a la práctica de actividades culturales y recreativas.
La ciudad está situada en una línea de transición entre la mata atlántica y el cerrado. Por lo tanto, hay especies en sus áreas de los dos biomas, tales como sota caballo, angico, aroeira, barbatimão, braúna, caviuna, cambota, candeia, cassia, cedro, hierba de San Juan, aicha aicha, coqueiro macaúba, embaúba, hierba pejiguera, fedegosa, gabiroba, ingá, jacarandá, jatobá, vinhático, mangifera, palo borracho, palo brasil, palo santo, pimienta-de-mono, palo fierro, quaresmeira, zarzaparrilla, ricino, sucupira, sucupira-do-cerrado y otras.
De julio a agosto, las calles de Belo Horizonte, están decoradas por lapachos amarillos, rosa y morado. Otros árboles encontrados fácilmente en las calles de la ciudad son los jacarandás paulistas, con sus delicadas flores púrpuras, el tulipanero africano, las bauinias y palo borrachos.

### Fauna

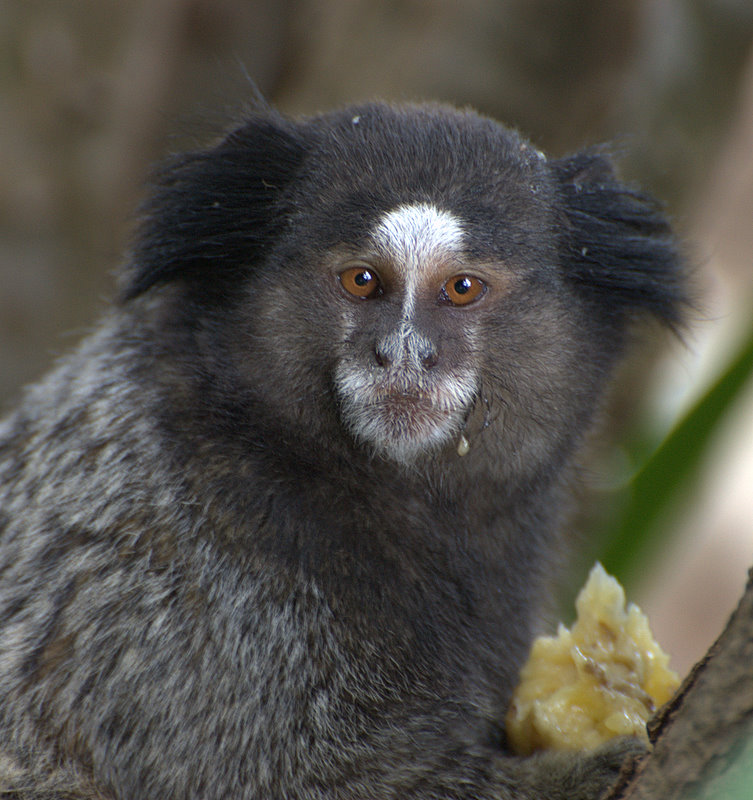
Mico estrella, mamífero símbolo de Belo Horizonte.

Se estima que viven en la ciudad alrededor de 100 especies de aves. Las especies más comunes son zorzal colorado, fi-fi-verdadero, chingolo, saí-bico-fino, cristofué y el colibrí
Habitan en los parques gavilanes, sanhaços, corujas, gambás, mico estrella (elegido como mamífero símbolo de Belo Horizonte), lagartos, esquilos, marias-pretas, tatus, calangos, pinzones tejedores, picuãs, pájaros-pretos, pavas, inhambus, sapos, ranas, ranas arborícolas comunes, ardillas y conejos.
Novela especies de ranas y un renacuajo fueron descubiertas en el Parque das Mangabeiras en la década de 1980. El renacuajo es un tipo de leptodactylids (Crossodactylus trachystomus). Las otras especies del género son también leptodactylids del género Hylodesy Eleutherodactylus.

## Economía
La ciudad es un importante centro comercial y bancario, y el principal centro de distribución y procesamiento de una región con importantes actividades de agricultura y minería, así como un importante polo industrial. Entre los principales productos están los derivados de acero, textiles, alimentos y bebidas. Oro, manganeso y piedras preciosas de regiones próximas también son procesados en la ciudad. Belo Horizonte también es un gran centro cultural, con grandes universidades, museos, bibliotecas, espacios culturales, y una de las más animadas vidas nocturnas del país. También viene siendo reconocida como importante centro de biotecnología, informática y medicina, y alberga importantes eventos en diversas áreas. Bello Horizonte es la ciudad que alberga la Universidad Federal de Minas Gerais (UFMG), que es una de las mejores y más importantes del país, en el top 5 de los centros académicos de Brasil.
Las ciudades de su área metropolitana tienen importantes industrias (acero, metalurgia, textiles, alimentos, bebidas, automóviles). Un ejemplo es la ciudad de Betim, donde está la fábrica más grande de Fiat.

## Subdivisiones

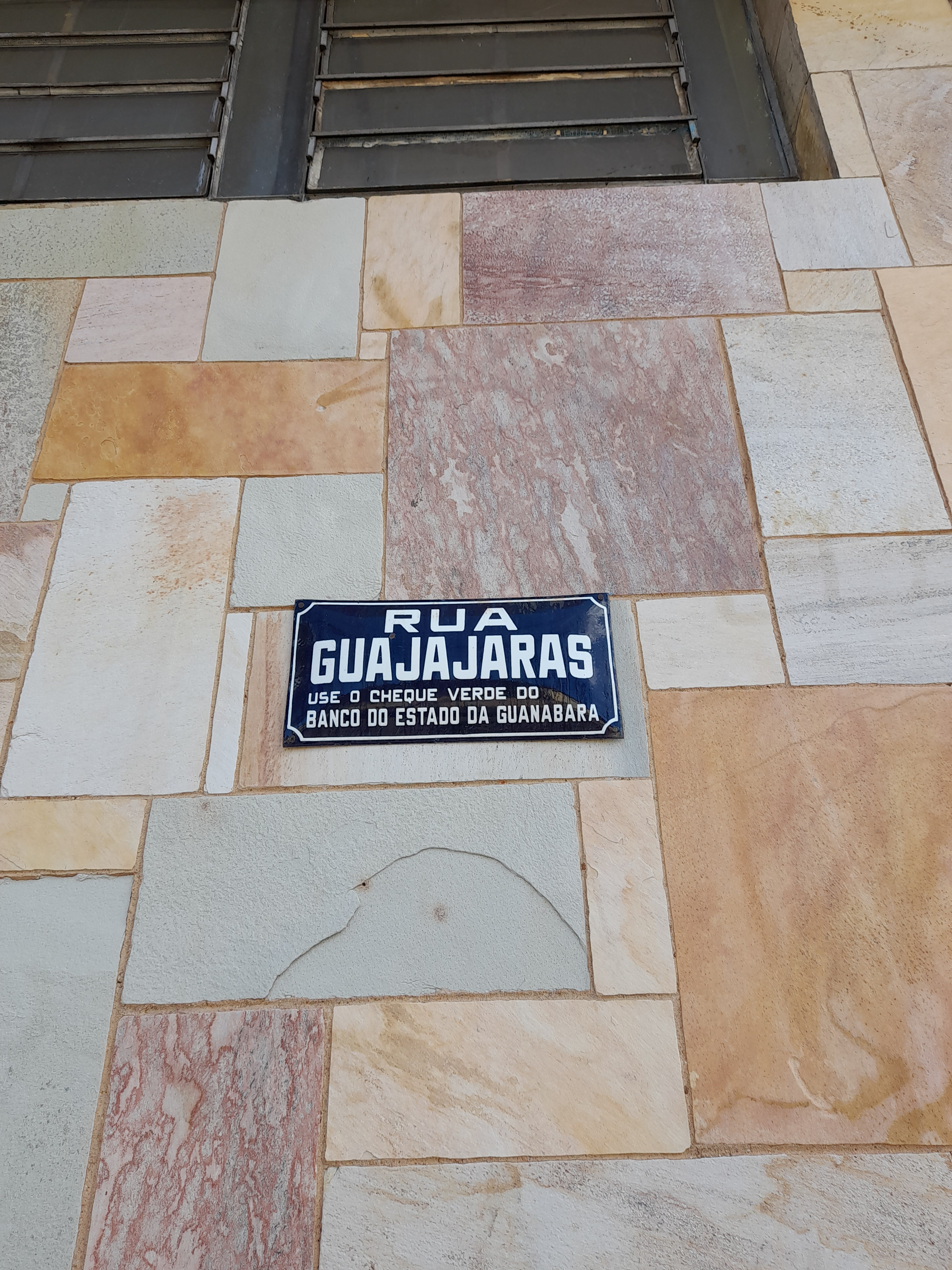
Rua Guajajaras

El municipio de Belo Horizonte se divide en nueve administraciones regionales (Barreiro, Centro-Sur, Este, Nordeste, Noroeste, Norte, Oeste, Pampulha y Venda Nova), cada una a su vez divididas en distritos. Fundada en 1983, la jurisdicción de la regional de las unidades administrativas tienen en cuenta la posición geográfica y la historia de la ocupación. Sin embargo, hay ciertos organismos e instituciones (como empresas de telefonía) que adoptan una división diferente de la oficial.
Corresponde a la descentralización y la descentralización administrativa en sus respectivas jurisdicciones, para el servicio al pueblo y el mantenimiento y el rendimiento de las obras de pequeño tamaño, y otras actividades. Las posiciones de dirección, asistencia y asesoramiento de la administración regional son proporcionados por los actos del alcalde.
La ciudad cubre 148 distritos, algunos de ellos a nivel nacional conocido como Savassi y Pampulha.
| Administraciones regionales |                 |           |                  |           |  |
| |                 |           |                  |           |  |
| | Regional        | Población | Superficie (km²) | Densidad1 |  |
| 1 | Barreiro        | 262.194   | 53,51            | 4.899,9   |  |
| 2 | Centro-Sur      | 258.786   | 31,53            | 8.207,6   |  |
| 3 | Este            | 256.311   | 28,52            | 8.987,1   |  |
| 4 | Nordeste        | 274.060   | 39,59            | 6.922,5   |  |
| 5 | Noroeste        | 337.351   | 38,16            | 8.840,4   |  |
| 6 | Norte           | 194.098   | 33,21            | 5.844,6   |  |
| 7 | Oeste           | 268.124   | 33,39            | 8.030,1   |  |
| 8 | Pampulha        | 145.262   | 47,13            | 3.082,2   |  |
| 9 | Venda Nova      | 242.341   | 27,80            | 8.717,3   |  |
| | Belo Horizonte2 | 2.412.937 | 330,95           | 7290,9    |  |
| Notas: (1)Todos los datos sobre la población y regionales son de PNUD/2000. (2)Los datos de población y superficie del municipio es la proyección de población de IBGE/2007. |                 |           |                  |           |  |

## Política

Juscelino Kubitschek, exalcalde de Belo Horizonte y expresidente de Brasil.

Como capital de Minas Gerais, la ciudad respira política. Grandes articulaciones de impacto nacional han sido y son llevadas a cabo en lugares como el Palacio de la Libertad (Palácio da Liberdade), el Café Pérola e o Café Nice. Varios alcaldes de Belo Horizonte se convertirían en los gobernadores del estado y dos fueron presidentes de la República, Venceslau Brás y Juscelino Kubitschek. Antônio Carlos de Andrada, alcalde de Belo Horizonte y gobernador de Minas Gerais en el momento de la República Velha, fue el principal articulador de la candidatura para la presidencia de Getúlio Vargas y de la Revolución de 1930. La ciudad también es la referencia nacional en el Presupuesto participativo.
El Ejecutivo de la ciudad de Belo Horizonte está representado por el alcalde y su oficina de secretarios, siguiendo el modelo propuesto por la Constitución de Brasil. La Ley Orgánica del municipio determina que la actuación administrativa del Ejecutivo serán organizados de acuerdo a los criterios de la descentralización, la regionalización y la participación popular, lo que significa que la ciudad se divide en nueve grandes regiones administrativas, cada una de las secretarías de la administración regional en calidad de miniayuntamientos y dirigida por un secretario nombrado por el alcalde.

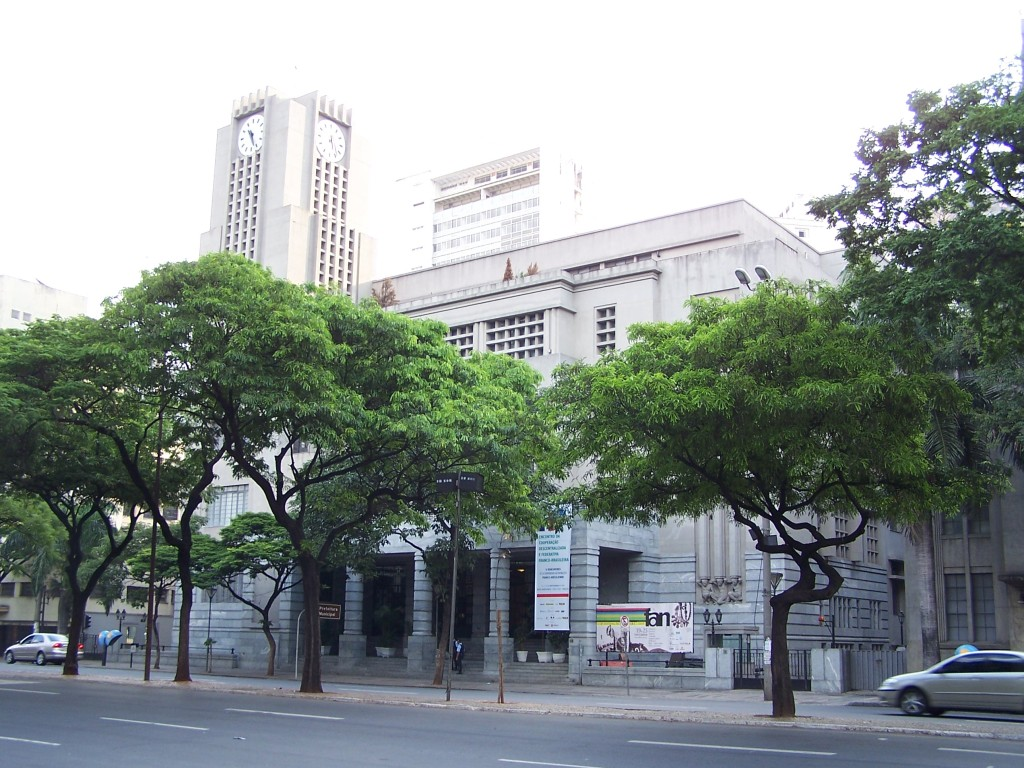
Ayuntamiento de Belo Horizonte, en el centro de la ciudad.

El Poder Legislativo está representado por la Cámara municipal, compuesto de 41 concejales elegidos para el cargo durante cuatro años (en conformidad con el artículo 29 de la Constitución de 1988, que establece que habrá un mínimo de 33 y un máximo de 41 para municipios de más de un millón y menos de cinco millones de habitantes). La Cámara es el lugar donde establecer leyes fundamentales por votación acerca de la administración y el Ejecutivo, especialmente de los presupuesto la ciudad. Debido al poder de veto por parte de la Cámra, en períodos de conflicto entre el Ejecutivo y el Legislativo, el procedimiento de votación de este tipo de legislación suele generar mucha controversia.

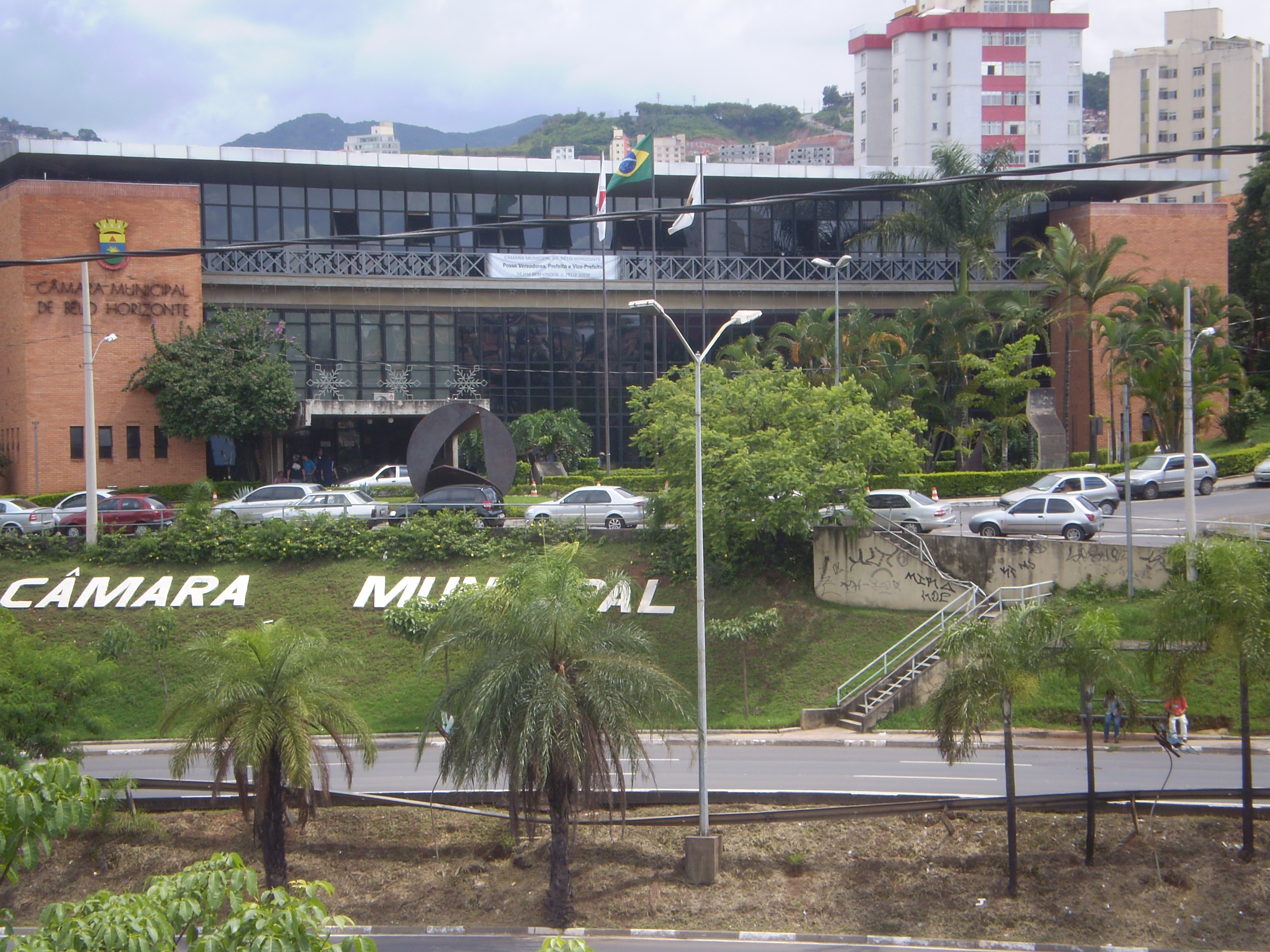
Cámara Municipal de Belo Horizonte, en el barrio de Santa Efigênia.

Además del proceso legislativo y la labor de las secretarias, también hay una serie de consejos municipales, cada uno es sobre los diferentes temas, compuesto por representantes de diversas secciones requeridas de la sociedad civil organizada. La actuación y la representación efectiva de tales consejos, sin embargo, a veces son cuestionadas. Algunos de los consejos locales se encuentran activos en el Consejo Municipal de Discapacidad, de los Ancianos, de Defensa de los Consumidores, los Derechos de las Mujeres, de la Lucha contra las Drogas, de la Salud, de la Educación, de la Asistencia Social, del Medio Ambiente, de la Juventud, de la Defensa Social, del Niño y Adolescentes, entre otros.
También pertenece a la ayuntamiento (o es el accionista mayoritario de su capital social) de una serie de empresas que son responsables por diversos aspectos de la servicios y la economía de Belo Horizonte.
Como es la capital del estado de Minas Gerais, la ciudad también es sede del Palacio de la Libertad (el gobierno del estado) y la Asamblea Legislativa.

### Región metropolitana

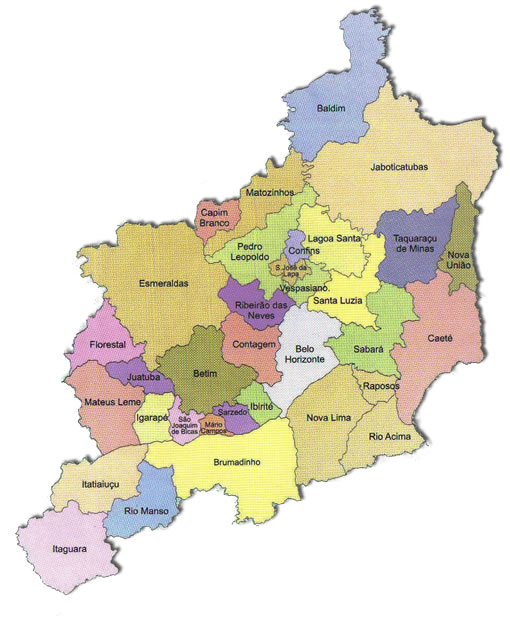
Municipios de la Región Metropolitana de Belo Horizonte

El intenso proceso de conurbación actualmente en curso en el Gran BH ha dejado sin efecto las fronteras políticas entre las ciudades de la región, con la creación de una ciudad cuyo centro es en Belo Horizonte y llega a los municipios tales como Contagem, Betim, Nova Lima, Ribeirão das Neves, Santa Luzia e Sabará, entre otros.
Los límites del municipio son Vespasiano al norte, Santa Luzia al noreste, Sabará al este, Nova Lima al sureste, Brumadinho al sur y Ribeirão das Neves, Contagem e Ibirité al oeste.
También forman parte del área metropolitana los municipios de Baldim, Betim, Caeté, Capim Branco, Confins, Esmeraldas, Florestal, Igarapé, Itaguara, Itatiaiuçu, Jaboticatubas, Juatuba, Lagoa Santa, Mário Campos, Mateus Leme, Matozinhos, Nova União, Pedro Leopoldo, Raposos, Ribeirão das Neves, Rio Acima, Rio Manso, São Joaquim de Bicas, São José da Lapa, Sarzedo y Taquaraçu de Minas.
La Región metropolitana de Belo Horizonte se compone de 34 ciudades, siendo la tercera más grande de agomeración urbana de Brasil, con 5 397 438 habitantes. Su producto interno bruto (PIB) ascendió en 2005 acerca de 62 300 millones de reales, de los cuales alrededor del 45 % pertenecía al municipio de Belo Horizonte.

### Ciudades hermanas
La política de las ciudades hermanadas busca fomentar los intercambios entre las ciudades que tienen algo en común con Belo Horizonte. El intercambio de información y el aumento del comercio entre ellas son formas de hacer que las ciudades hermanadas más cercas. Belo Horizonte tiene 16 ciudades hermanas, que son:
| - Austin, Estados Unidos (1965) - Luanda, Angola (1968) - Zahlé, Líbano (1974) - Granada, España (1975) - Oporto, Portugal (1986) - Minsk, Bielorrusia (1987) - La Habana, Cuba (1995) - Nankín, China (1996) | - Belén, Territorios Palestinos (2001) - Homs, Siria (2001) - Masaya, Nicaragua (2002) - Trípoli, Libia (2003) - Fort Lauderdale, Estados Unidos (2003) - Tegucigalpa, Honduras (2004) - Cuenca, Ecuador (2004) - Newark, Estados Unidos (2006) |

### Acuerdos de cooperación
Los acuerdos de cooperación son esenciales en el proceso de entrada en la ciudad para permitir el intercambio de experiencias exitosas en diferentes áreas, incluyendo planificación urbana, el desarrollo de turismo, el medio ambiente y las actividades de educación. Belo Horizonte tiene 4 acuerdos de cooperación:
| - Chicago, Estados Unidos - Soyapango, El Salvador | - San Salvador, El Salvador - Turín, Italia |

### Proyecto AL-LAs
Belo Horizonte hace parte de la Alianza Euro-Latinoamericana de Cooperación entre Ciudades, una red de ciudades y gobiernos locales de América Latina y Europa encabezados por la Ciudad de México con la intención de impulsar la cooperación internacional en temas de sustentabilidad urbana, atractividad territorial e inclusión social. El Proyecto AL-LAs contó con el apoyo financiero de la Unión Europea entre 2013 y 2016.

## Lugares de interés turístico

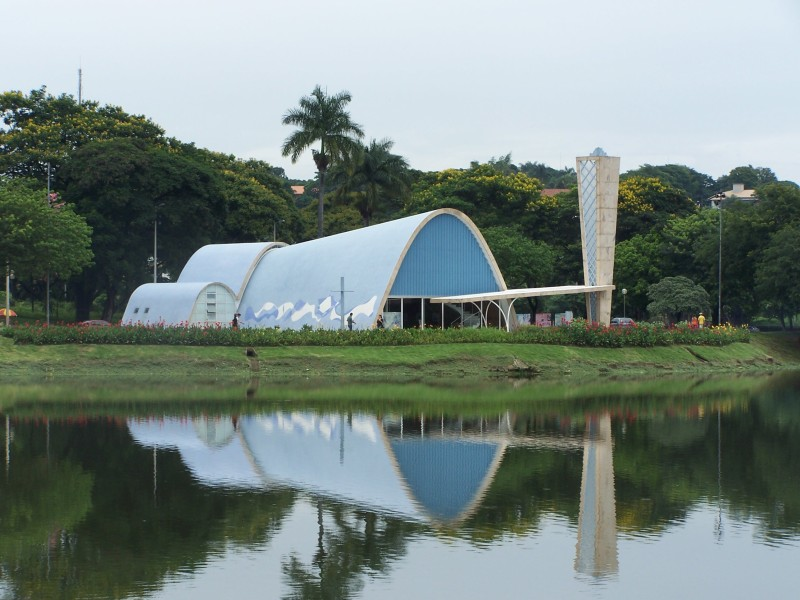
Iglesia de San Francisco de Asís

### Pampulha
A 8,5 kilómetros del centro de Belo Horizonte está la región de Pampulha con un gran lago artificial, con bellos y modernos hogares. Hay una serie de importantes obras arquitectónicas: la Capilla de San Francisco de Asís, situado en el borde del lago, diseñado por Oscar Niemeyer, pinturas de Cândido Portinari y jardines de Roberto Burle Marx. También se encuentra en la Pampulha el Mineirão, el segundo estadio de fútbol más grande del país; el Mineirinho, con el récord mundial de público en un partido de voleibol (aproximadamente 24 000 personas); la Casa do Baile; el Museo de Arte de Pampulha (MAPA); el Parque Ecológico de la Pampulha; el Jardín botánico de Belo Horizonte; el Parque Guanabara; y el Parque Zoológico de la ciudad.

### Alto de las Mangabeiras

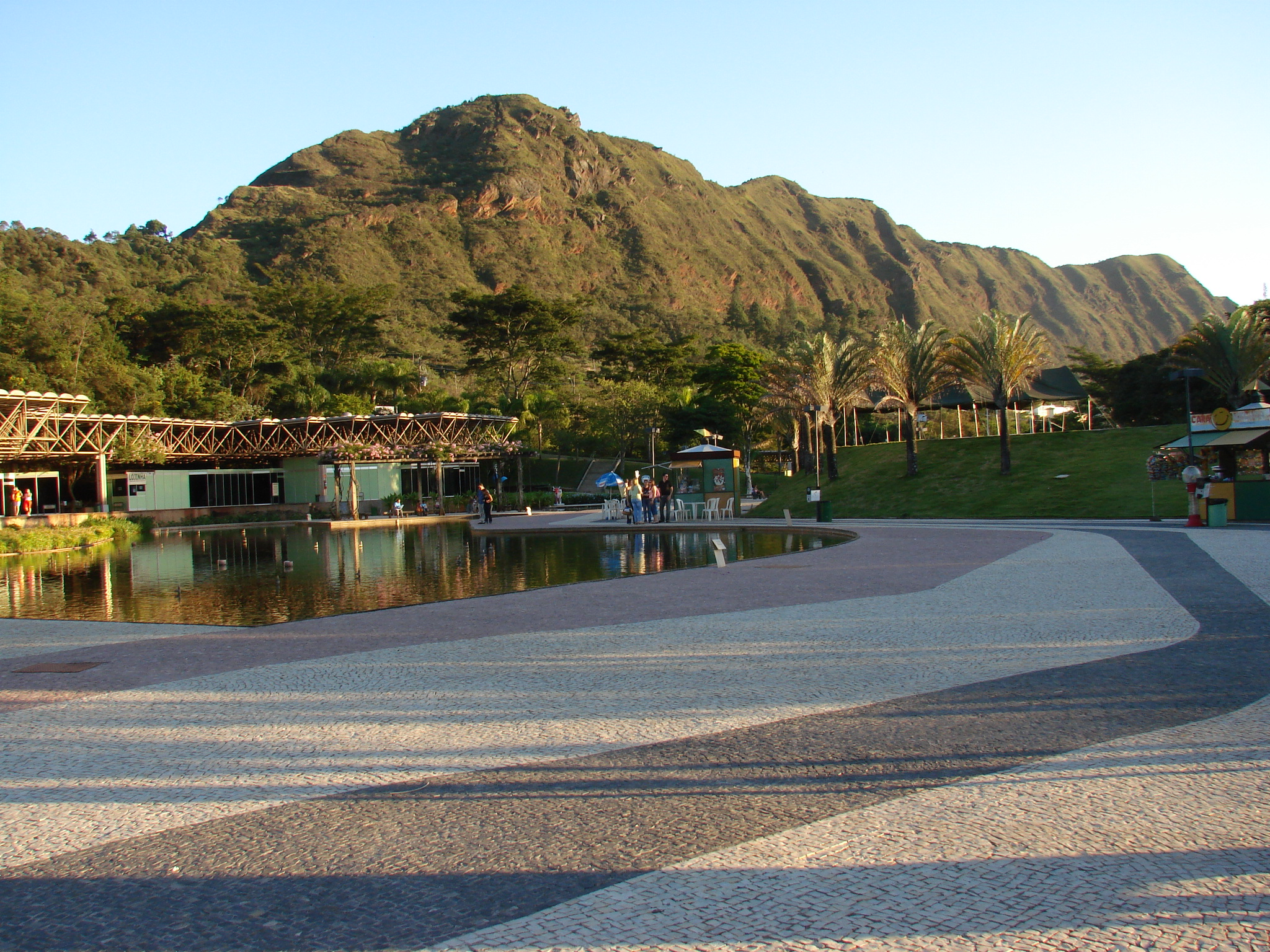
Parque das Mangabeiras

Hasta la avenida Afonso Pena, se encuentra el barrio de Mangabeiras uno de los distritos más altos y nobles de Belo Horizonte. Entre las grandes mansiones y las montañas de la Sierra del Curral, se encuentran el Palacio das Mangabeiras (residencia oficial del Gobernador), la Plaza de la Bandera (Praça da Bandeira) y la Plaza Governador Israel Pinheiro, popularmente conocido como Plaza del Papa (Praça do Papa): en 1980, durante la visita del papa Juan Pablo II, exclamó: "... y que bello horizonte!" Eso llevó a bautizar la plaza con su nombre, uno de los mejores lugares para ver toda la ciudad. También se localiza la Rua do Amendoim (en español, Calle del Cacahuete o del Maní), que debido a una ilusión óptica, los coches parecen circular en el sentido opuesto a la gravedad. Más allá de la Plaza del Papa, se emplaza la entrada principal del Parque das Mangabeiras, una gran reserva natural y de entretenimiento creado en 1983 por el ayuntamiento de Belo Horizonte.

### Savassi
El italiano Amilcare Savassi se estableció en la región en los años 1930 con una panadería con su apellido, que se hizo famoso por la reunión de jóvenes en torno de la Plaza Diogo de Vasconcelos. El sitio ganó el apodo de Plaza da Savassi (Praça da Savassi). Actualmente, la panadería ya no existe, pero su nombre permanece en el barrio y en la plaza donde se encuentra. Más que un barrio, el Savassi es un área tradicional de comercio de la ciudad y la vida nocturna, con muchos clubes, restaurantes, casas de espectáculos y clubes. Incluye la Plaza de la Libertad (Praça da Liberdade), un gran centro comercial (el Pátio Savassi), la avenida del Contorno (Avenida do Contorno) y el comienzo de la avenida Nuestra Señora del Carmelo (Avenida Nossa Senhora do Carmo).

### Centro
La diversidad de estilos arquitectónicos es la marca del centro de Belo Horizonte. La avenida Afonso Pena, corredor principal de la ciudad, contiene varios ejemplos de viejos edificios de la época en la capital, por ejemplo: el edificio del Tribunal de Justicia, inaugurado en 1911; el lujo del edificio del Automóvil Club de la década de 1920; la sede del ayuntamiento de la ciudad, en el art déco, de la década de 1940; el edificio Acaiaca, inaugurado en 1943, de estilo art déco e influencia marajoara; y el Palacio das Artes, entre otros. El centro alberga el Parque Municipal; el Mercado Central de Belo Horizonte; el edificio JK (el más alto de la ciudad); la famosa Plaza Siete de Septiembre (Praça Sete de Setembro), conocido como Plaza Siete (Praça Sete) que tiene un obelisco llamado "pirulí", construido en 1922, que conmemora los cien años de la independencia de Brasil; además de la Plaza Afonso Arinos, que está situado en la Facultad de Derecho de la UFMG; la Plaza Rio Branco (conocida como Plaza de la Carretera) y Plaza Rui Barbosa (conocida como Plaza de la Estación), que tiene un monumento con la cresta y partes de la historia del estado de Minas Gerais retratado en placas de metal en sus cuatro lados y también es sede de la Museo de Artes y Oficios y de la central del metro de Belo Horizonte. Se encuentra también la Catedral de Nuestra Señora del Buen Viaje. En 2004 se inició el proceso de revitalización del centro de Belo Horizonte, con el fin de recuperar su vitalidad económica y calidad ambiental.

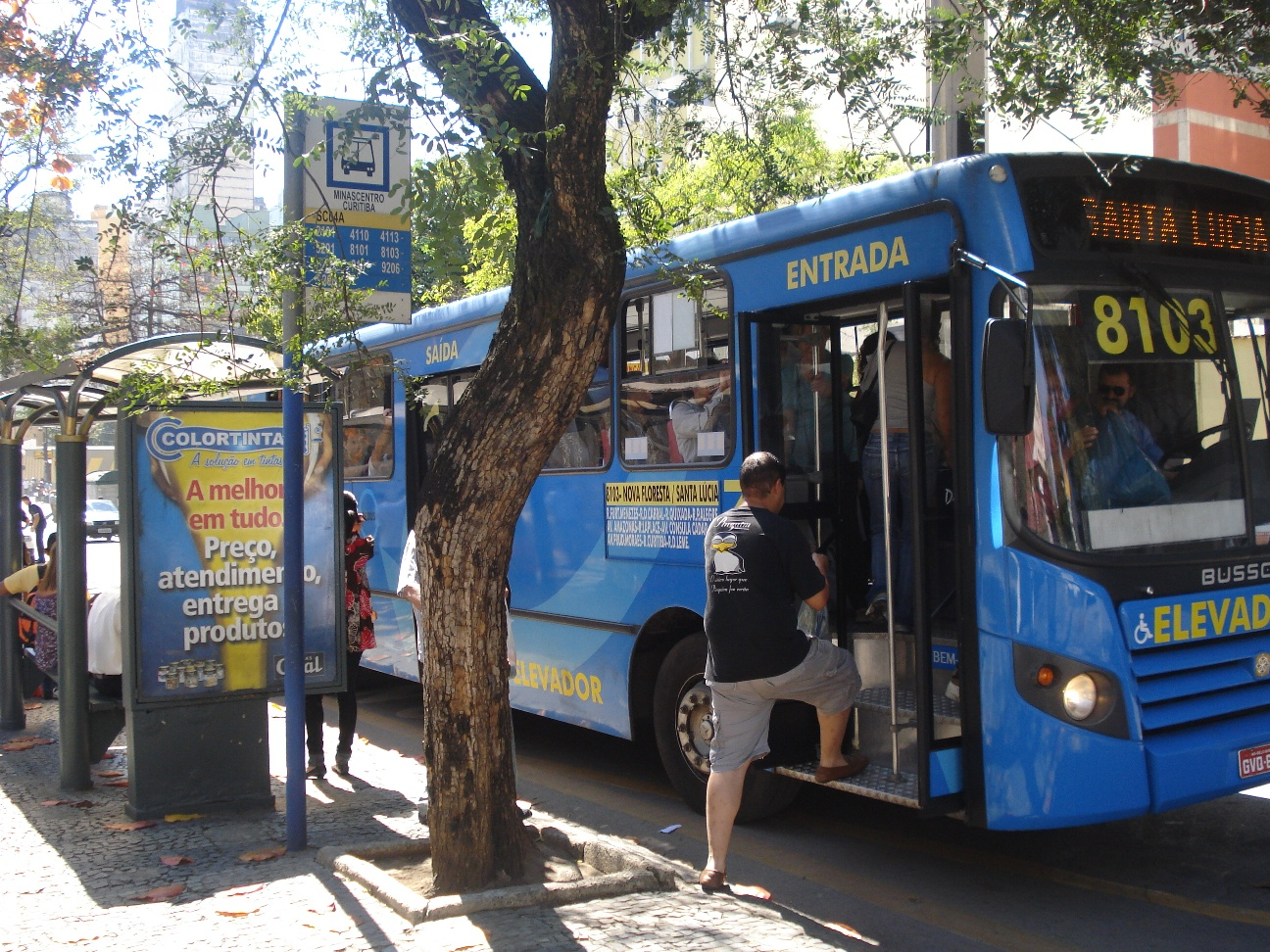
Estación de bus en la Rua Curitiba, frente a Minas Centro, BH.

### Bares y restaurantes
Conocida como la "capital brasileña de los bares", hay cerca de 14 000 en la ciudad, Belo Horizonte posee más bares y pubs por habitante que cualquier otra gran ciudad de Brasil. La cocina regional es una atracción que acompaña la concomitante cerveza, el vino o la famosa cachaza.
Las opciones son muy variadas, desde el tradicional boteco-taza-sucia hasta sofisticados restaurantes, bodegas, pubs y cafés; y bares especializados en el fin-de-noche, que reúnen un ambiente de negocios junto a música.
Cada mes de abril, se celebra el festival Comida di buteco, una competición anual de bares que sirve de pretexto para visitar distintos pubs y bares de la ciudad durante todas las noches del mes, buscando los mejores aperitivos (conocidos como tira-gosto). Algunos de los cuarenta mejores bares compiten en categorías como la higiene, la temperatura de la cerveza, el servicio y sobre todo, el mejor tira-gosto. Los ganadores son elegidos por el voto de los jueces y el voto popular.

### Feria de la Afonso Pena
La Feria de Artes y Artesanía de Belo Horizonte es la más grande de su tipo de la América Latina en espacio abierto. Reúne aproximadamente 50 000 visitantes a la semana, con más de 2500 expositores para mostrar y vender artesanía. Los productos provienen de diferentes regiones del estado: las artesanía del Valle de Jequitinhonha, la ropa para el frío del sur del estado, incluyendo ferretería, bisuterías, zapatos y alimentos. Siempre ocurre a los domingos, de 6 a 14 horas en la avenida Afonso Pena (que é cerrada al tráfico de vehículos) entre el rua da Bahia y la rua dos Guajajaras, en una distancia de unos 700 metros de ambos sentidos de la avenida.
Apareció en 1969 en la plaza de la Libertad (Praça da Liberdade), a la altura del movimiento hippie, donde los artesanos (llamados hippies) expusieron sus productos artesanales. De ahí el apodo cariñoso dado por Feria Hippie al evento. En 1991, la feria se trasladó a la avenida Afonso Pena, dada la necesidad de preservar el conjunto arquitectónico de la Plaza de la Libertad, que no puede albergar el gran número de expositores.
Consolidado como un patrimonio cultural y el turismo en la capital, la expansión de sus actividades y cada vez más en la diversidad, convirtiéndose en la actualidad uno de los mayores puntos de los productos artesanales en el país, que reciben millones de visitantes de todos los rincones de Brasil e incluso del extranjero. El turista tiene la feria un verdadero encuentro con la artesanía y el cocinar típico, las expresiones de gran riqueza cultural se encuentra en el estado.

### Mercado Central de Belo Horizonte

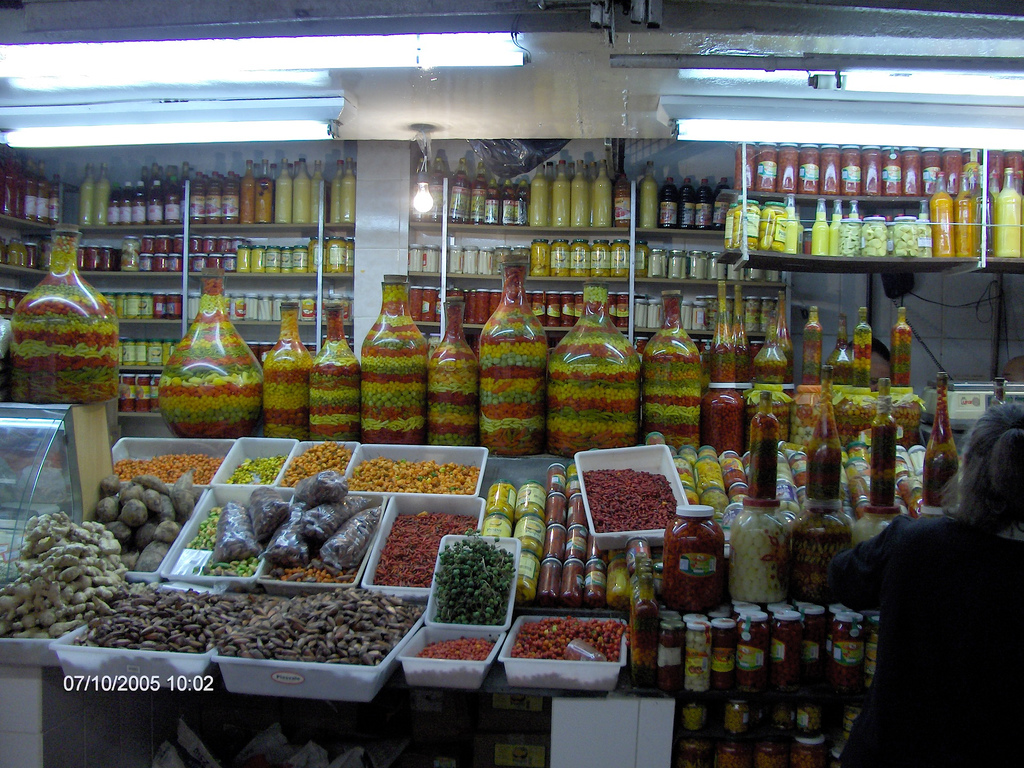
Una banca de especias en el Mercado Central de Belo Horizonte.

En el centro de Belo Horizonte se encuentra el Mercado Central, centro de la cultura popular del estado en la capital y gran atracción turística de la ciudad. El mercado se estableció el 7 de septiembre de 1929, con el fin de recoger en un solo lugar los productos destinados a suministrar los 47 000 habitantes de la ciudad entonces. Con los años, se ha ido ampliando sus actividades y hoy, además de los alimentos se puede encontrar allí desde artesanía para mascotas, artículos religiosos a relojes, entre muchas otras especialidades en sus 400 tiendas. Esta diversidad hizo el Mercado Central el un centro de cultura popular del pueblo mineiro, donde se encuentra la coexistencia de diferentes realidades sociales que lo hacen aún más interesante.
Mercado Central es a partir de animales, flores, artesanías, frutas, quesos de todo tipo y servicio de comidas. Un famoso plato de tira-gosto es hígado con jiló.

### Religiosos
- Basílica de Nuestra Señora de Lourdes (Belo Horizonte)

## Cultura
El jefe del sector cultural en Belo Horizonte es la Fundación Municipal de Cultura (FMC), creada por la Ley N ° 9011 del 1 de enero de 2005, cuyo objetivo es planificar y ejecutar la política cultural del municipio a través de la elaboración de programas, proyectos y actividades dirigidos al desarrollo cultural. Está vinculado a la Alcaldía, integra la Administración Pública Indirecta del Municipio y tiene autonomía administrativa y financiera, garantizada, especialmente, por asignaciones presupuestarias, patrimonio propio, aplicación de sus ingresos y firma de contratos y acuerdos con otras instituciones. Actualmente, el FMC está compuesto por 29 unidades culturales, incluidos 17 centros culturales, cinco colecciones, instituciones de memoria y de referencia cultural, cinco bibliotecas y dos teatros municipales.

### Música
Muchos artistas de renombre en el país y en el extranjero surgieron en Belo Horizonte. El Clube da Esquina es un movimiento musical que se originó a mediados de la década de 1960 y desde entonces sus miembros han influido en la cultura de la ciudad y el estado, teniendo artistas importantes en la escena regional o nacional, como Tavinho Moura, Wagner Tiso, Milton Nascimento. Lô Borges, Beto Guedes, Flavio Venturini, Toninho Horta, Márcio Borges, Fernando Brant y los 14 Bis. Otros artistas importantes en la escena de la ciudad son Paulinho Pedra Azul, Vander Lee, Skank, Pato Fu (seleccionado por la revista Time como una de las 10 mejores bandas del mundo), Sarcófago, Sepultura, Jota Quest, Tianastácia, el dúo César Menotti y Fabiano y los corales renacentistas Ars Nova y Madrigal.
También hay quienes apuestan por la creatividad, como el grupo Uakti. Crean sus propios instrumentos musicales utilizando materiales como PVC, madera, metales y vidrio. Su nombre se basa en un mito de los indios Tukano y refleja el sentimiento indígena presente en sus obras. 
La ciudad también alberga anualmente importantes festivales populares que atraen a miles de personas a Mineirão, como Axé Brasil y Pop Rock Brasil, de música pop. Belo Horizonte también se ha establecido como uno de los grandes centros de música electrónica en todo el mundo, celebrando varios festivales del género con bandas y DJ de renombre internacional que atraen a turistas de todo el país. Lo más destacado es el Festival Creamfields Brasil, con sede en la ciudad y celebrado en 12 países además de Brasil. También en la música electrónica, se destaca el funk, que ha estado presente en Belo Horizonte desde la década de 1970, pero solo comenzó a popularizarse en la década de 1990. Hoy está presente en el circuito cultural formal, en grandes clubes, en la radio o todavía en bailes promovidos en las comunidades más necesitadas, especialmente en los tribunales escolares.
En la música clásica, desde la década de 1940 ha habido grupos de personas que cantaron y promovieron eventos orquestales. Actualmente, el académico se ha difundido en parques y teatros con repertorios cada vez más prestigiosos por la población. En la ciudad destacamos las actuaciones de la Orquesta Sinfónica de Minas Gerais (OSMG), creada en 1976. Esto fue hasta el 21 de febrero de 2008 (cuando se creó la nueva Orquesta Filarmónica de Minas Gerais), la orquesta oficial del estado de Minas Gerais

### Salud
Belo Horizonte cuenta con un total de 36 hospitales, uno municipal, dos federales, siete estatales y el resto filantrópicos y privados.
Hay unas 5500 camas en la capital (3,2 camas por cada 1000 habitantes) y la red cuenta con 141 puestos de salud, 150 ambulatorios y 507 equipos del Programa de Salud Familiar (PSF), que cubren el 76 % de la población de la capital. Aun así, la calidad de la atención es precaria, con colas y largas esperas para los médicos especialistas, además de la frecuente falta de medicamentos básicos en los puestos de salud y la sobrecarga de la demanda, que hace que el sistema sea cada vez más precario. Las urgencias médicas del municipio, denominadas unidades de atención de urgencia (UPA) y los servicios de atención de urgencia prestados por las compañías de seguros de salud y el Sistema Único de Salud (SUS) también sufren una falta crónica de médicos, colas interminables y una falta general de estructura de servicios.
Los principales hospitales y clínicas médicas de BH son:
- Hospital das Clínicas da UFMG - Servicios públicos de asistencia bajo la responsabilidad del Gobierno Federal.
- Hospital de Pronto Socorro João XXIII - Servicios de asistencia pública a cargo del Gobierno del Estado.
- Santa Casa de Misericórdia - Servicios privados, de seguro médico y de asistencia pública.
- Hospital Felício Rocho - Servicios de asistencia privada
- Hospital Mater Dei - Servicios de asistencia privada
- Hospital Semper - Servicios de asistencia privada
- Ibogaína Belo Horizonte - Servicios de asistencia privada
- Biocor Instituto - Servicios de asistencia privada

## Galería

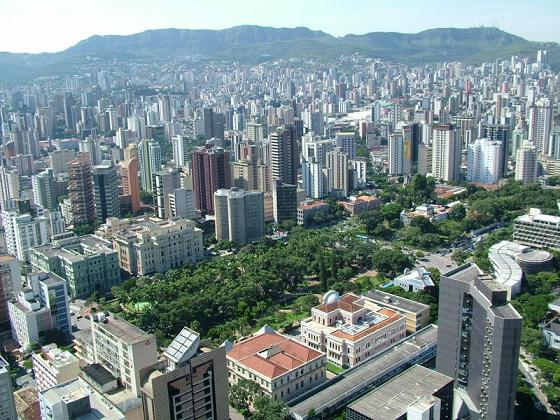
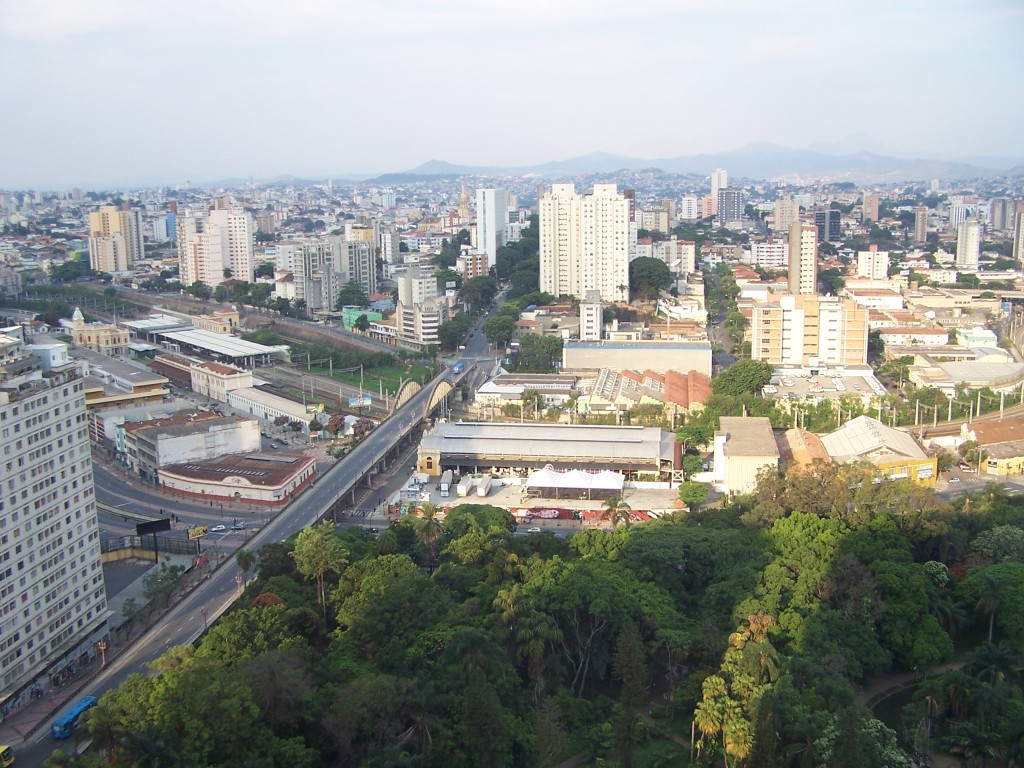
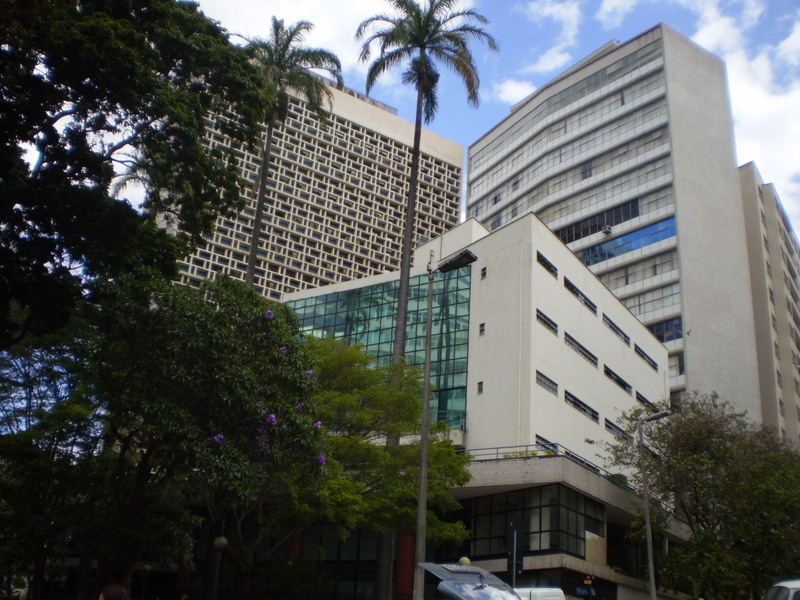
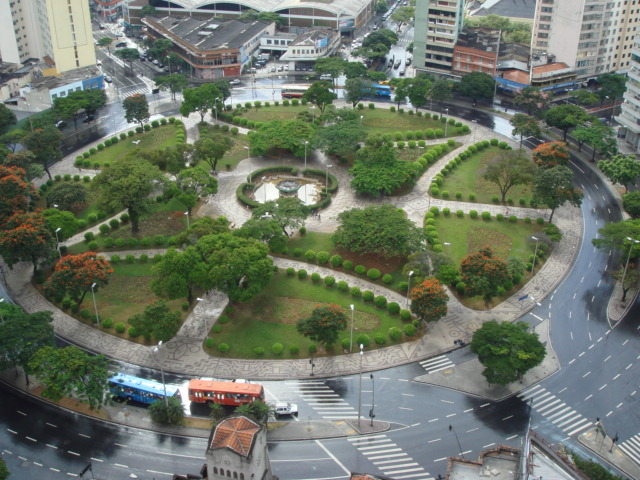
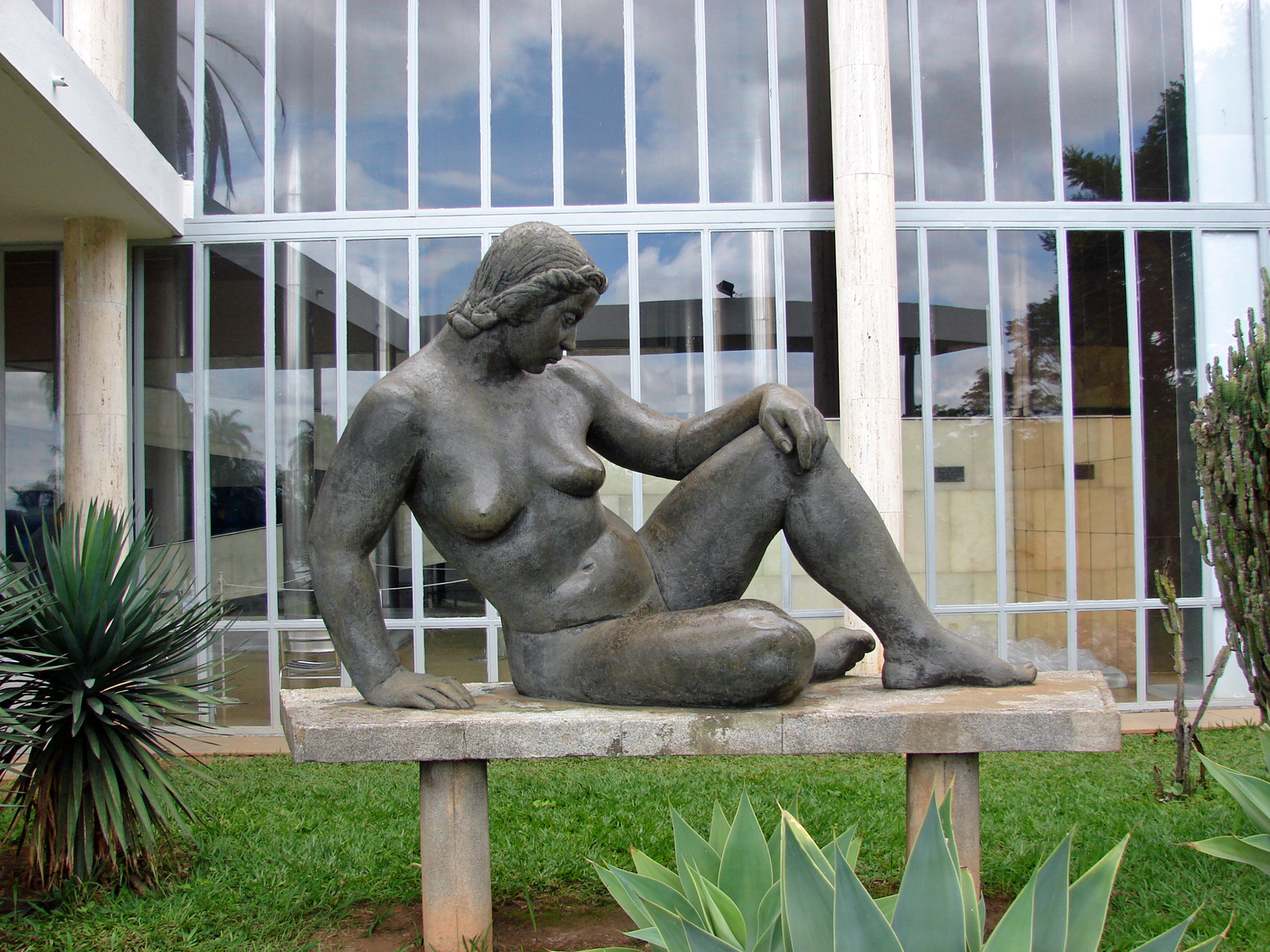
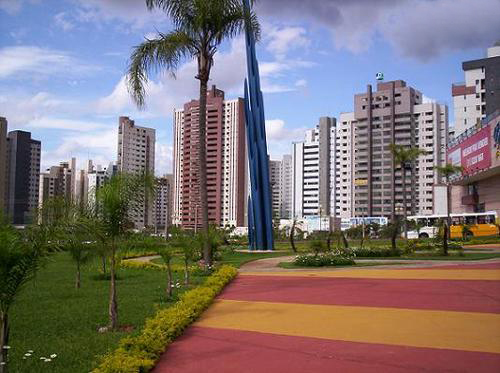
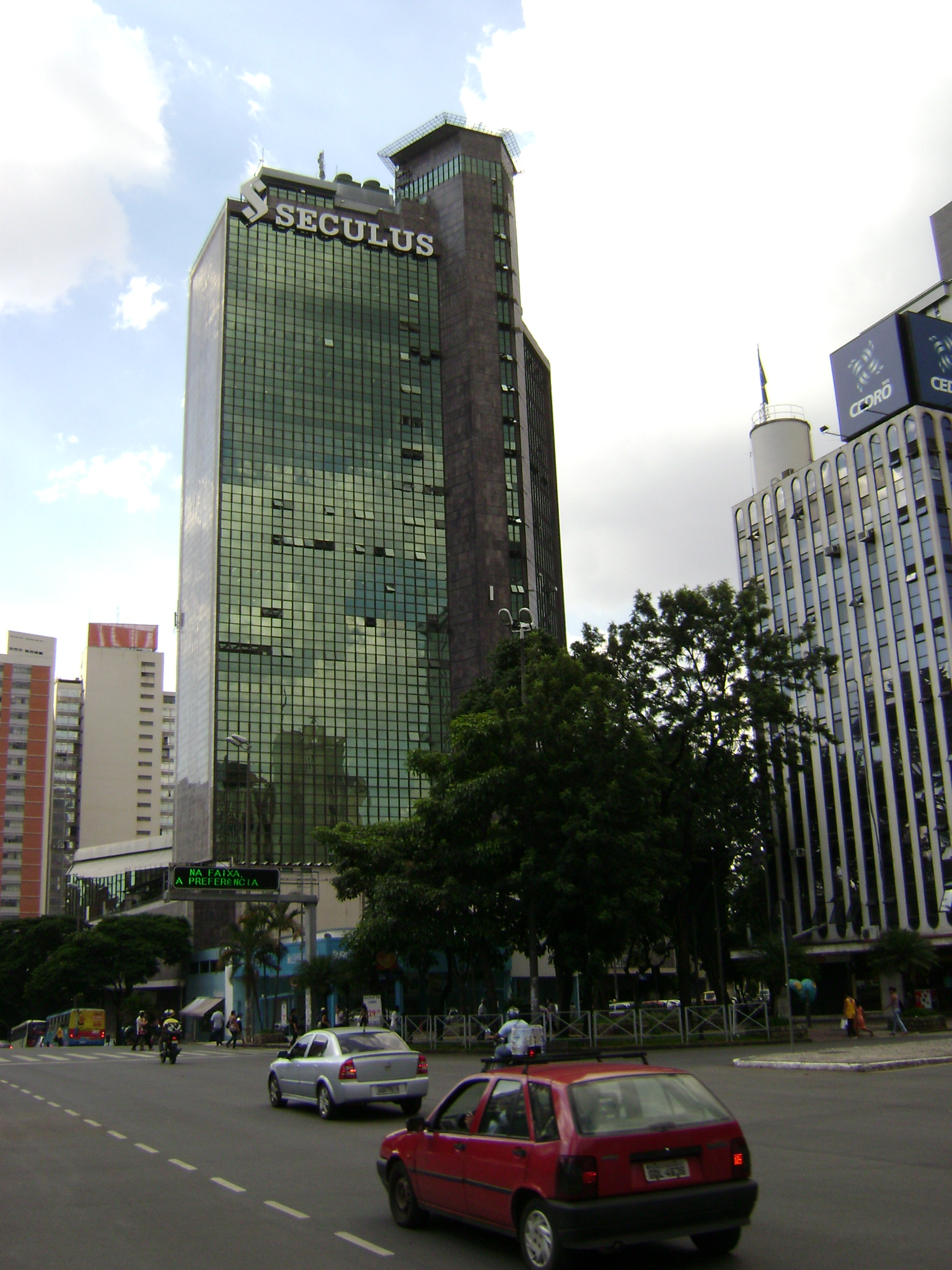
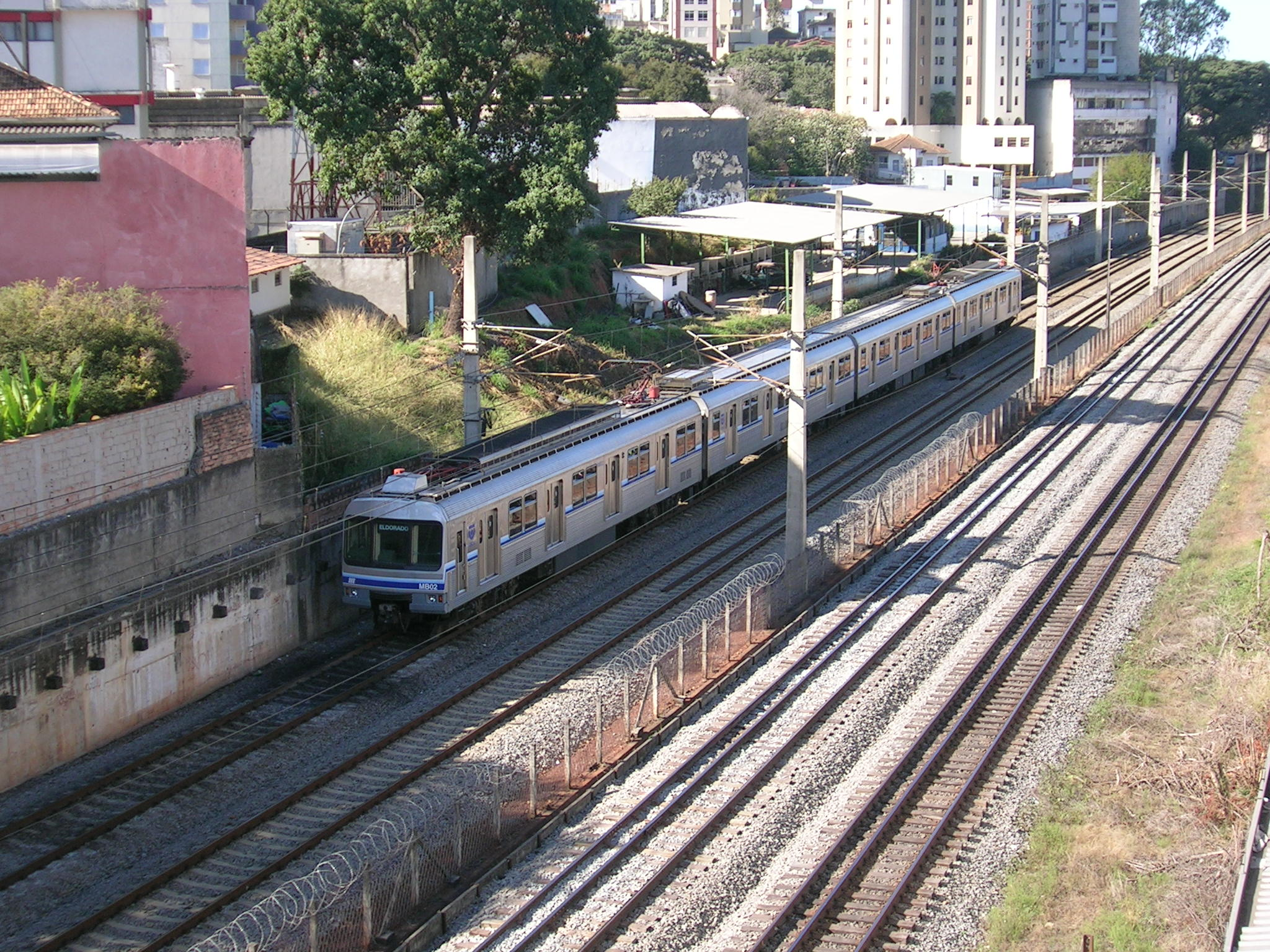
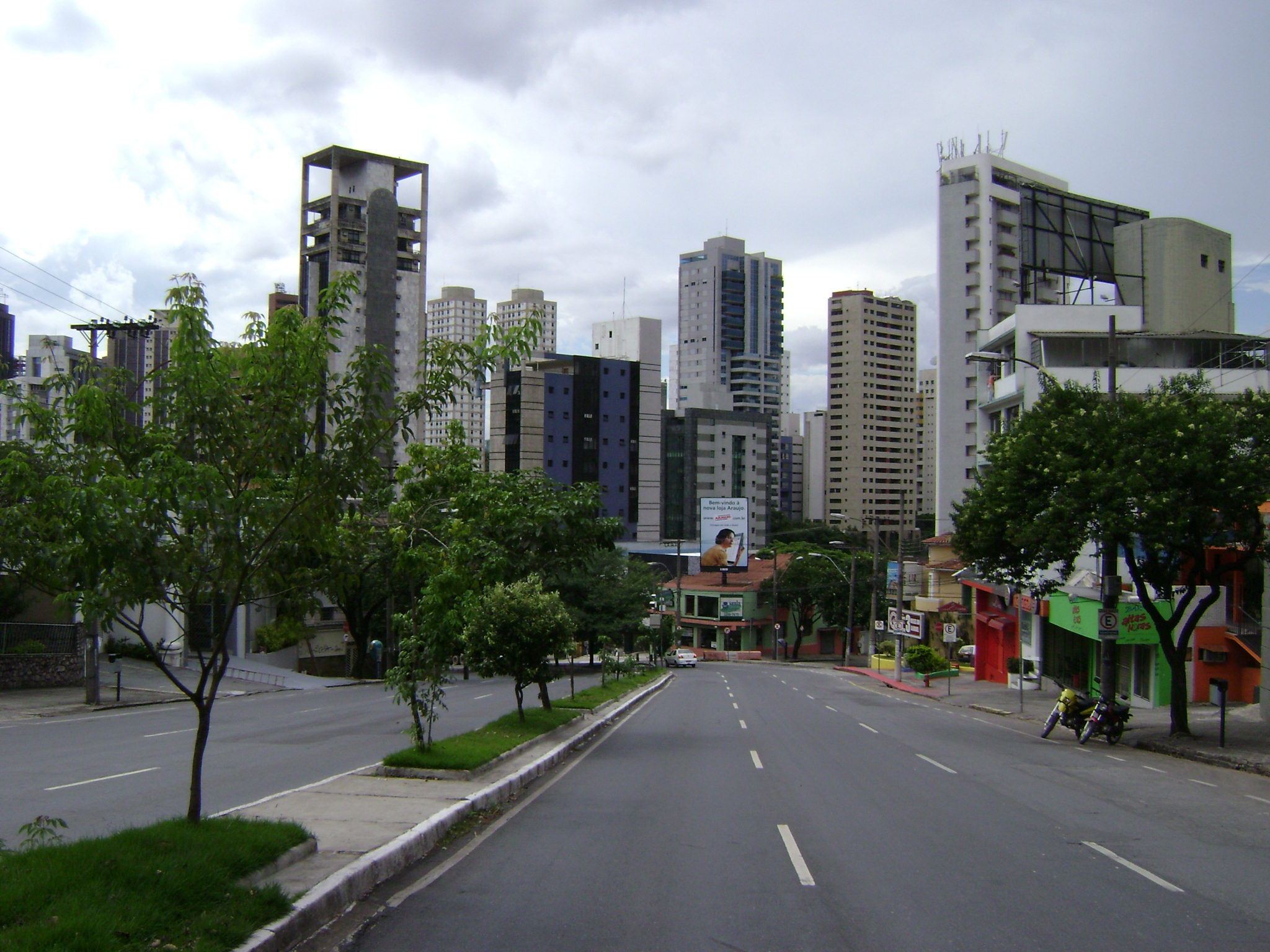
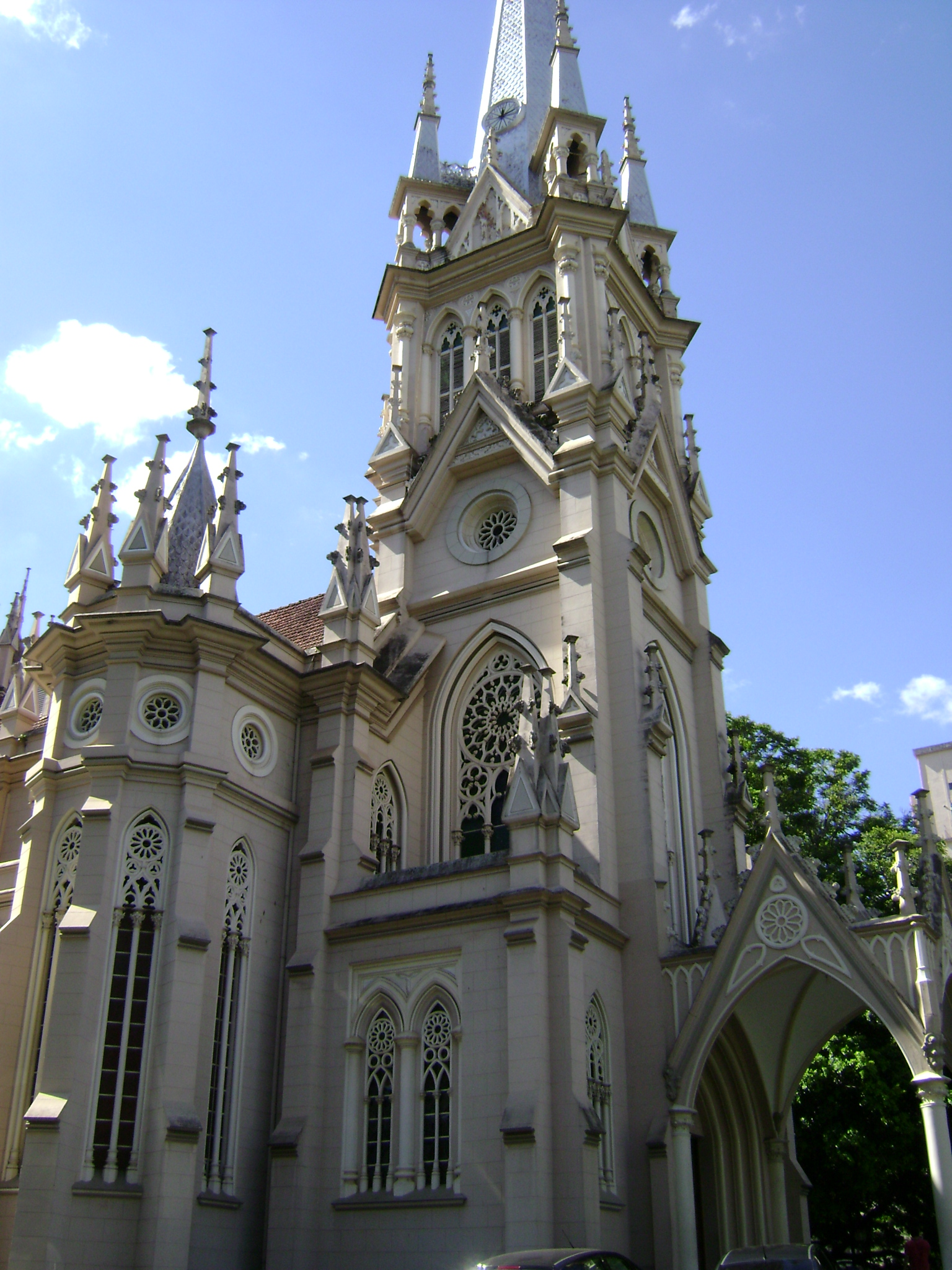
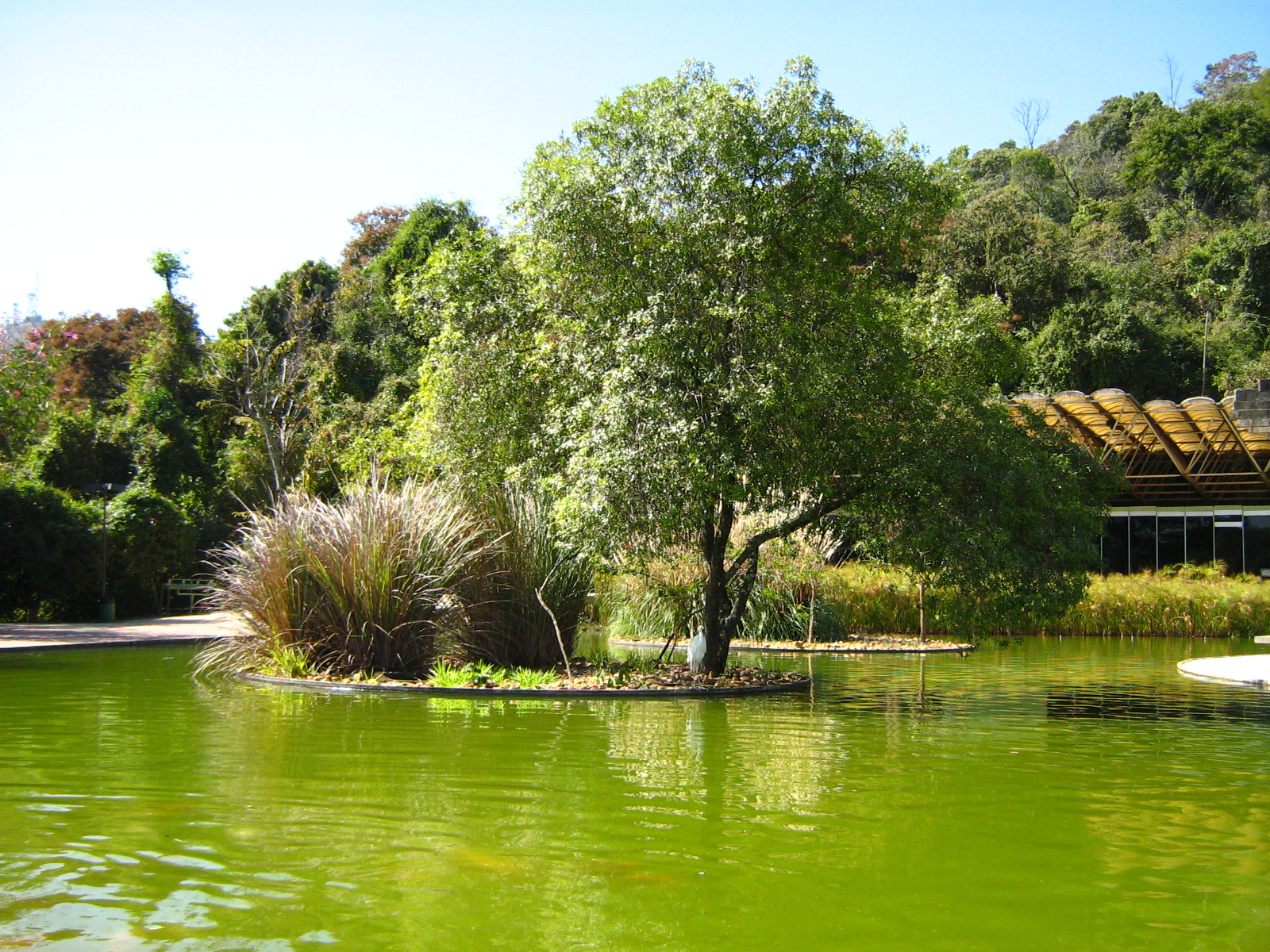
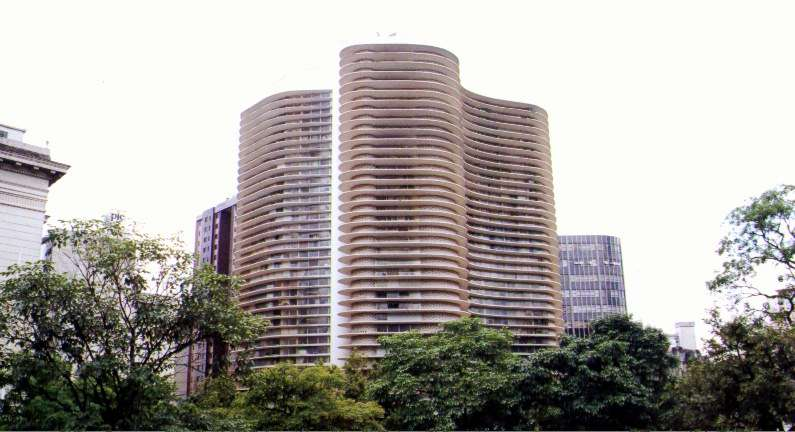